# Magnus Carlsen
Sven Magnus Øen Carlsen (Tønsberg, 30 novembre 1990) è uno scacchista norvegese, campione del mondo dal 2013 al 2023.
È diventato grande maestro nel 2004, all'età di 13 anni, 4 mesi e 27 giorni, all'epoca il secondo e al 2023 l'ottavo più giovane scacchista della storia ad aver ottenuto tale titolo. È stato definito «il Mozart degli scacchi» per il precocissimo talento e per l'apparente naturalezza con cui raggiunge i suoi alti risultati.
Ha conquistato il titolo mondiale assoluto nel 2013 nella sfida contro Viswanathan Anand (6½ - 3½), per poi difenderlo con successo quattro volte: nuovamente contro Anand nel 2014 (6½ - 4½), nel 2016 contro Sergej Karjakin (9 - 7 dopo gli spareggi rapid), nel 2018 contro Fabiano Caruana (9 - 6 dopo gli spareggi rapid) e nel 2021 contro Jan Nepomnjaščij (7½ - 3½), per quindi rinunciare a difendere il titolo nel 2023. Ha vinto le ultime 5 edizioni (dal 2009 al 2013) dell'Oscar degli scacchi, assegnato dalla rivista di settore russa 64. Tra i record scacchistici detiene quello del maggior numero di partite a cadenza classica disputate consecutivamente senza mai essere battuto, ovvero 125 (di cui 42 vittorie e 83 patte), ottenuto tra l'agosto del 2018 (sconfitto a Biel da Şəhriyar Məmmədyarov) e l'ottobre del 2020 (sconfitto durante il Norway Chess da Jan-Krzysztof Duda). Ha ottenuto inoltre il titolo di campione del mondo per 18 volte, fra le tre modalità di gioco ufficiali previste dalla FIDE, per ognuna delle quali ha toccato il punteggio Elo più alto di sempre, ed è l'unico a essere stato campione del mondo di tutte contemporaneamente (cosiddetta "Triple Crown"), risultato conseguito tre volte, nel 2014, 2019 e 2022. Nel 2023 ha conquistato per la prima volta la Coppa del Mondo di scacchi, l'ultimo trofeo di livello mondiale all'epoca mancante nel proprio palmarès. È pertanto considerato uno dei più forti scacchisti di sempre: nel 2024 la FIDE, in occasione del suo centenario, lo ha insignito del premio Miglior giocatore di tutti i tempi.

## Stile
Nei primi anni di carriera aveva uno stile improntato all'attacco, al punto da essere accostato (2006) a quello di Michail Tal', caratterizzato da «un'impavida prontezza nel cedere materiale in cambio di attività». Successivamente si è orientato verso uno stile più posizionale: in un'intervista (2009) con il già campione del mondo Garri Kasparov si è parlato delle sue sessioni di allenamento con Carlsen, nella quale il campione russo ha affermato che lo stile di Carlsen è molto differente dal suo e ricorda più quello di Anatolij Karpov, di José Raúl Capablanca o di Vasilij Smyslov, avendo come punto di forza una grande abilità innata nel valutare la posizione, definendolo in un'altra occasione, nel 2019, «una combinazione letale tra Bobby Fischer e Anatolij Karpov».
Nel 2008 il già Campione del Mondo Vladimir Kramnik ha dichiarato di considerarlo, in potenza, per gli scacchi quello che Roger Federer era per il tennis, dichiarando che «raramente si vede una tale combinazione di classe, carattere, un carattere molto sportivo, alta concentrazione, un fantastico sistema nervoso, per quanto riguarda gli scacchi». Del Carlsen quindicenne, lo stesso ha dichiarato riguardo alla comprensione posizionale del gioco che a quell'età né quella di Kasparov né quella di Karpov erano al livello di quella del norvegese.
Ha un vasto repertorio d'apertura, predilige, con la scelta di varianti minori relativamente meno note, il raggiungimento di posizioni prive di vantaggi immediati ma in grado di creare al suo avversario problemi di difficile soluzione, punta più al piano strategico che alla risoluzione tattica, contando sulla sua migliore preparazione e comprensione posizionale, benché dal 2019 abbia utilizzato con ottimi risultati spesso anche varianti mainstream che portano ad attacchi definiti «spietati», fatto che è stato definito una «trasformazione», mentre riferendosi al suo gioco nel corso dell'anno Anish Giri lo ha definito «un altro giocatore», dichiarando che queste aggiunte al suo già vasto repertorio rendono Carlsen uno dei giocatori più preparati al mondo.
Le aperture da lui giocate portano generalmente a un mediogioco ove è in grado, quando non ottiene un vantaggio concreto, di condurre la partita mantenendo una pressione costante sull'avversario. Ha definito questa fase della partita «la mia preferita», poiché diversamente dall'apertura (condizionata dall'influenza dei motori scacchistici) e dal finale (nei quali le tablebase sono in grado di fornire una soluzione esatta) vi si possono giocare scacchi «puri».
È un eccellente finalista, al punto di essere stato definito come il possibile migliore di tutti i tempi: con l'iniziativa gioca spesso ben oltre il normale momento in cui molti altri grandi maestri offrirebbero patta, sino a che esiste una pur minima possibilità di vittoria. Tale abilità nei finali gli permette anche di salvare posizioni inferiori, sfruttando le sue grandi capacità difensive.
Nelle partite che durano più a lungo della norma può contare sulla sua grande resistenza psicofisica: il Campione del mondo FIDE 2005-2006 Veselin Topalov lo ha definito «molto robusto fisicamente», aggiungendo che «dopo la settima ora di gioco il suo cervello lavora in pratica allo stesso livello della seconda». Carlsen ha da parte sua dichiarato che le sue sessioni di allenamento prevedono sia esercizi fisici sia mentali.

## Punteggio Elo FIDE

Grafico della progressione del punteggio Elo classico di Magnus Carlsen dal 2002 al 2023

Nel novembre 2009 ha raggiunto un punteggio Elo di 2801 nella lista FIDE, 5º di sempre a superare i 2800 punti. Questo risultato, ottenuto a 18 anni, 11 mesi e 2 giorni d'età, sarà record di precocità fino al 2021, quando sarà superato da ʿAlīreżā Firūzjāh a 18 anni, 5 mesi e 13 giorni.
Nella lista di gennaio 2010 ha raggiunto un punteggio di 2810, diventando così, all'età di 19 anni e 32 giorni, il più giovane giocatore a raggiungere la prima posizione nella graduatoria mondiale. È il secondo giocatore per numero di mesi al primo posto nella classifica (165 a aprile 2024), davanti a Anatolij Karpov (102) e alle spalle di Garri Kasparov (255).
Ha raggiunto il punteggio di 2861 nella lista di gennaio 2013, superando così il precedente record di 2851 punti appartenente a Garri Kasparov, stabilito nel luglio 1999, nella quale risulta primo davanti al già Campione del mondo Vladimir Kramnik e all'armeno Lewon Aronyan. Il suo punteggio massimo nelle liste FIDE è stato di 2882 punti che ha ottenuto nel maggio 2014, record mondiale che ha poi eguagliato nell'agosto 2019.
Detiene anche il record assoluto dell'Elo rapid, prima ha raggiunto nel dicembre 2016 2906 punti, in seguito alla vittoria del campionato del mondo contro Sergej Karjakin, ottenuta proprio agli spareggi rapid. Ha migliorato ancora il suo record nel luglio 2017 arrivando a 2919 punti.
Per quanto riguarda l'Elo nel gioco lampo, in luglio 2014 ha toccato il valore record di 2948 punti, superando così il record di 2923 punti che apparteneva ad Aleksandr Griščuk stabilito nel mese di agosto 2012. Carlsen si è superato ancora anche in questa cadenza nel dicembre 2017 toccando la quota di 2986 punti.

## Carriera

### Giovanili e Juniores
2000

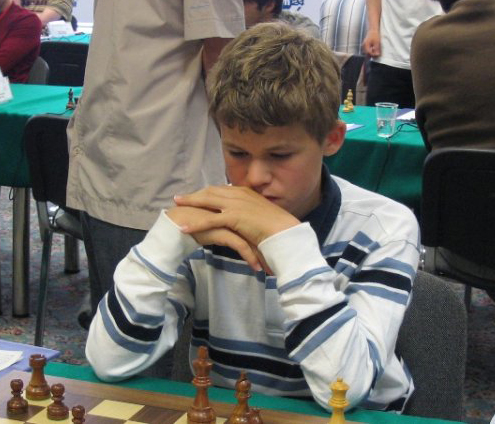
Nel 2005

- Vince il Campionato norvegese under 11.[12]

2001
- A Randaberg vince il Campionato norvegese under 12 con 7 su 7.[41]

2002
- A Candia giunge 2º nel Campionato del mondo giovanile under 12 alle spalle del russo Jan Nepomnjaščij.[12]
- A Peñíscola è 6° nel Campionato europeo giovanile under 12.[42]

2003
- Vince a Oslo l'Open Norwegian under 20 con 9 su 9.[43]
- A settembre si classifica 3º nel Campionato europeo giovanile under 14 di Budua (vinto dal bielorusso Sjarhej Žyhalka).[44]
- Tra ottobre e novembre gioca nel Campionato del mondo giovanile under 14. Ottiene 7½ su 11 per il 9º posto finale.[45]

### Individuali

#### Anni 2000
2003
- A gennaio disputa il Troll Master: con 7/10 giunge =3°-6°, il risultato gli vale la prima norma di maestro internazionale.[43]
- In aprile disputa il Gausdal Classics nell'omonima città norvegese. Chiude l'evento a 11 turni come =11º su 12 partecipanti con 4 punti su 11 (+2 =4 -5).[46]
- Di giugno è il 6/9 nel Salongernas IM-tournament di Stoccolma, con il quale ottiene la seconda norma MI.[47]
- In luglio partecipa a Copenaghen alla Politiken Cup: giunge =7°-16° con 8/11 e ottiene la terza e definitiva norma MI[43], titolo che viene ratificato in agosto.[12]

2004

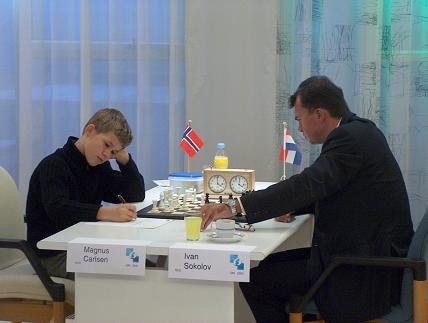
Nel 2004 mentre affronta Ivan Sokolov durante l'ottava edizione del Torneo di Essent

- A gennaio vince il gruppo C del Torneo di Wijk aan Zee con 10½ su 13, ottenendo il premio del pubblico per la partita con Sipke Ernst[6][48] e la prima norma di grande maestro.[49]
- A febbraio prende parte all'Open Aeroflot. I 5 punti e ½ su 9 gli valgono la seconda norma.[50]
- In aprile partecipa all'Open di Dubai, giungendo 2º a pari merito con altri 10 giocatori (6½ su 9) ottenendo la terza norma e diventando così ufficialmente il secondo più giovane grande maestro di sempre sino ad allora.[51]
- In luglio si classifica 2º nel campionato assoluto norvegese, davanti al suo allenatore Simen Agdestein. Conclude a pari punti (7 su 9, 6 vittorie, 2 pareggi e una sconfitta) con Berge Østenstad, il quale si laurea Campione grazie a due patte nello spareggio, sufficienti in quanto in possesso di un miglior tie-break iniziale (5 vittorie, 4 pareggi e nessuna sconfitta).[52][53]
- Di settembre-ottobre è la sua seconda partecipazione al Gausdal Classics, ottiene in questa edizione 5 punti su 9 (+4 =2 -3) e il 5º posto finale.[54]
- In ottobre disputa il quadrangolare Essent a Hoogeveen, Paesi Bassi, che, con 2 punti su 6 (+1 =2 -3), lo vede chiudere all'ultimo posto.[55]
- Tra il dicembre e il successivo gennaio 2005 prende parte a Drammen allo Smartfish Chess Masters: la sua vittoria nel 7º turno contro l'allora Top 10 Aleksej Širov, «una delle partite più emozionanti del torneo», fa scalpore.[56] L'evento lo vede giungere (3 su 9, una vittoria, 4 pareggi e 4 sconfitte) penultimo davanti per spareggio tecnico ad Antoaneta Stefanova.[57]

2005
- In gennaio gioca nel gruppo B del Torneo di Wijk aan Zee. I 7 punti su 13 (+3 =8 -2) lo fanno classificare 7º su 14.[58]
- In aprile disputa per la terza volta il Gausdal Classics, che chiude 7º su 10 con 4 punti su 9.[59]
- È di luglio la sua seconda partecipazione al Campionato assoluto norvegese: conclude nuovamente a pari merito (7 su 9, 6 vittorie, 2 pareggi e una sconfitta) al primo posto, per poi essere battuto da Simen Agdestein agli spareggi a cadenze veloci: dopo due patte, in questa edizione era stato abolito il criterio del miglior tie-break per decidere il vincitore in caso di patta nelle rapid, Carlsen viene sconfitto per 2½ a 3½ nelle successive partite a gioco rapido, giungendo quindi nuovamente 2º.[60][61][62]
- Sempre in luglio gioca nel torneo di Biel. Il doppio girone all'italiana lo vede chiudere ultimo su 6 con 4 su 10 (+0 =8 -2).[63]
- In ottobre vince a Gausdal il Memorial Arnold Eikram con 8 su 9, esito che è stato definito «probabilmente il miglior risultato di torneo di sempre per un norvegese», realizzando una performance Elo di 2792 punti, senza precedenti per un giocatore di quella fascia d'età.[64]
- Ancora in ottobre partecipa alla Samba Cup di Skanderborg, Danimarca, nella quale ottiene 4 punti su 9 (+1 =6 -2) e l'8º posto su 10 partecipanti.[65]

2006
- Di gennaio è la sua seconda partecipazione al gruppo B del Torneo di Wijk aan Zee: con +6 =6 -1 ottiene 9 punti su 13 e il 1º posto a pari merito con Aleksandr Motylëv.[66]
- È di maggio l'evento a 6 giocatori Bosnia Sarajevo: con 5½ su 10 (+1 =9 -0) è =1º assieme a Vladimir Malachov e Liviu Dieter Nisipeanu.[67]
- A luglio si classifica =2º con Teymur Rəcəbov nel torneo di Biel, battendo il vincitore Aleksandr Morozevič in entrambi gli scontri diretti.[68]
- Il torneo a squadre, giocato ad Amsterdam in agosto, con il Sistema Scheveningen Experience Vs Rising Stars lo vede realizzare 6½ su 10, ottenendo con il miglior risultato nella squadra il diritto di partecipare al torneo Melody Amber del 2007.[69]
- Tra luglio e agosto gioca nuovamente a Biel, giungendo in questa edizione =2º (6 su 10, +4 =4 -2) assieme a Teymur Rəcəbov alle spalle di Aleksandr Morozevič.[70]
- In settembre vince il Campionato norvegese assoluto. Concluso l'evento con 7 su 9 a pari merito ancora una volta col suo maestro Simen Agdestein, i due hanno disputato i previsti spareggi. Con il risultato di 1 - 1 nelle due partite a cadenza classica, sono state giocate quelle rapid, che hanno visto prevalere il giovane per 2–0. Questo successo ha reso Carlsen il secondo giocatore più giovane a vincere tale evento, alle spalle proprio di Agdestein.[71]
- In novembre prende parte al Memorial Michail Tal', che conclude penultimo con 3½ su 9 (+0 =7 -2).[72]

2007

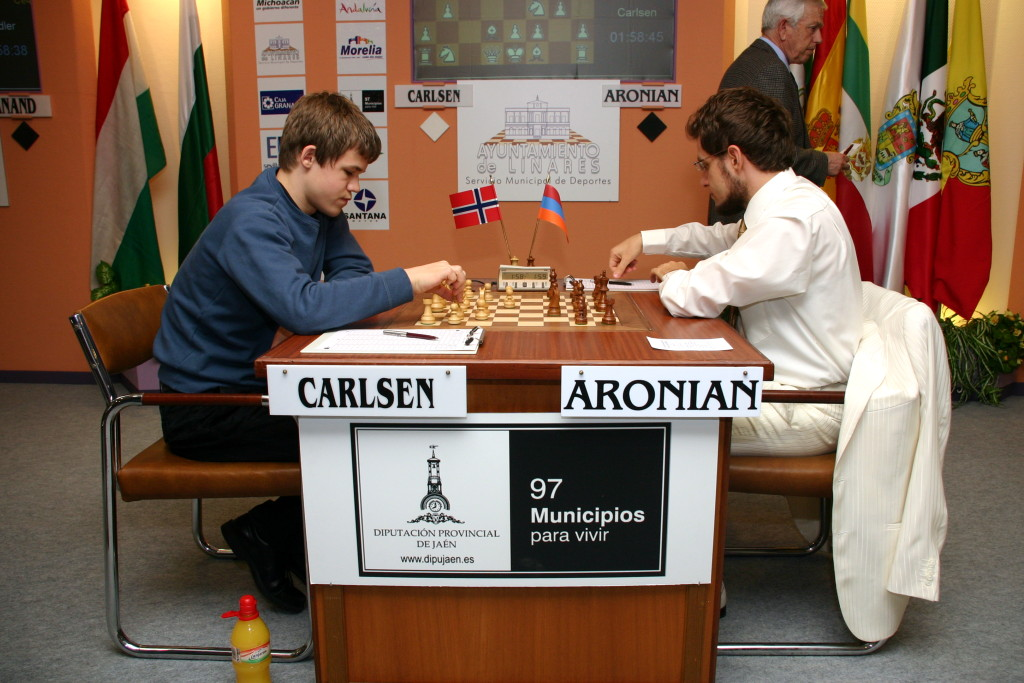
Nel 2007 contro Aronyan a Linares

- In gennaio esordisce nel gruppo A del Corus Wijk aan Zee nel quale ottiene 4½ punti su 13 (+0 =9 -4) che lo lasciano all'ultimo posto assieme a Aleksej Širov.[73]
- Con l'Elo più basso degli otto partecipanti, si classifica 2º (7½ +4 =7 -3) per spareggio tecnico su Morozevič nel torneo di Morelia-Linares (Media Elo 2745) di marzo, dietro al vincitore Anand che lo sconfigge in entrambi gli incontri.[74]
- In luglio-agosto vince il torneo di Biel, battendo Aleksandr Oniščuk negli spareggi. Entrambi i giocatori hanno chiuso a 5½ su 9 (Carlsen +4 =3 -2, Oniščuk +3 =5 -1), le due successive partite rapid sono state entrambe patte, così come le due ulteriori blitz. Carlsen, giocando con il nero, ha infine vinto la decisiva partita Armageddon.[75][76] Il giocatore norvegese ha definito la vittoria come «una pietra miliare per la mia carriera».[77] Subito dopo partecipa alla seconda edizione dell'Arctic Chess Challenge di Tromsø, un torneo Open con 99 partecipanti disputato sui 9 turni con il sistema svizzero. Dopo un inizio sottotono (10º dopo 4 turni con 3 punti, pattando con Brede Hagen, giocatore con 700 punti Elo in meno)[78], la seconda parte dell'evento lo vede risalire la classifica fino a farlo chiudere =2º-4º con 7 su 9, a mezzo punto dal vincitore Oleksandr Moïsejenko.[79]

2008

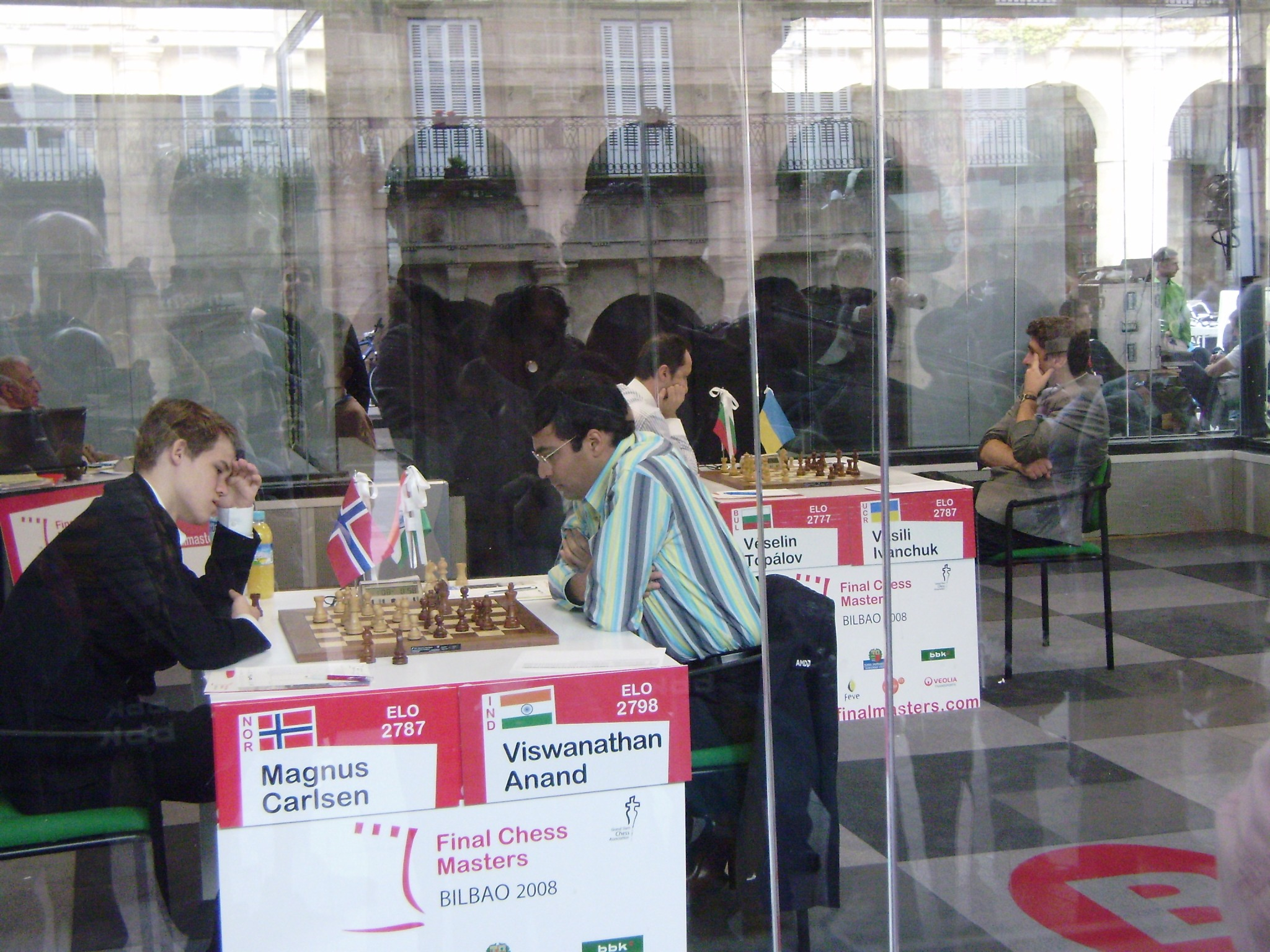
Contro Anand durante l'edizione 2008 del Torneo di Bilbao. Sullo sfondo Veselin Topalov e Vasyl' Ivančuk

- In gennaio vince (8 su 13, +5 =6 -2[80]) assieme a Lewon Aronyan il torneo di Wijk aan Zee, diventando il più giovane vincitore di sempre di un torneo di XX categoria.[81]
- Il torneo di Morelia-Linares, per l'ultima volta giocato nelle due città prima di ritornare a svolgersi unicamente in Spagna, disputato tra febbraio e marzo lo vede giungere 2º con 8 su 14 (+5 =6 -3), mezzo punto dietro al vincitore Anand.[82]
- A Baku disputa tra aprile e maggio la prima tappa del FIDE Grand Prix 2008-2010. Conclude =1º-3º con 8 punti (+4 =8 -1) assieme a Vüqar Həşimov e Wang Yue.[83][84]
- In giugno vince il Torneo Aerosvit giocato a Foros, nel comune di Jalta in Crimea. Con +5 =6 -0 ottiene 8 punti su 11, uno di vantaggio sul secondo classificato Vasyl' Ivančuk.[85][86]
- In settembre partecipa alla finale del Grande Slam a Bilbao, classificandosi 2º (13 punti, +3 =4 -3, il torneo è stato giocato con le regole Bilbao: 3 punti per la vittoria, 1 per la patta e 0 per la sconfitta) davanti a Lewon Aronyan per miglior risultato negli scontri diretti (2-0) e dietro al vincitore Veselin Topalov (17 punti).[87]

2009
- Con 7 punti su 13 (+2 =10 -1) giunge in gennaio 5º-6º assieme a Leinier Domínguez nel gruppo A di Wijk aan Zee, ½ punto dietro ai secondi classificati Lewon Aronyan, Sergey Movsesyan e Teymur Rəcəbov, e 1 punto dietro al vincitore, l'altra giovane promessa Sergej Karjakin.[88][89]
- Tra febbraio e marzo ottiene il 3º posto a Linares (7½ su 14, +3 =9 -2), alle spalle di Aleksandr Griščuk e Vasyl' Ivančuk (entrambi a 8 su 14, Griščuk vincitore per maggior numero di vittorie, usate come spareggio tecnico).[90][91]
- In ottobre vince il torneo internazionale Pearl Spring di Nanchino. Con 8 su 10 (+6 =4 -0) distanzia di 2 punti e ½ il 2º classificato Veselin Topalov e ottiene una performance Elo di 3002, una delle più alte di sempre.[92][93]
- In novembre è 2º-3º (5 su 9, +2 =7 -0) al Memorial Michail Tal' di Mosca alla pari con Ivančuk, ½ punto dietro al vincitore Vladimir Kramnik[94][95].
- In dicembre vince l'edizione inaugurale del London Chess Classic con 13 su 7 (+3 =4 -0, l'evento si è disputato con le regole Bilbao), 1 punto davanti a Kramnik, performance Elo di 2839.[96][97]

#### Anni 2010
2010

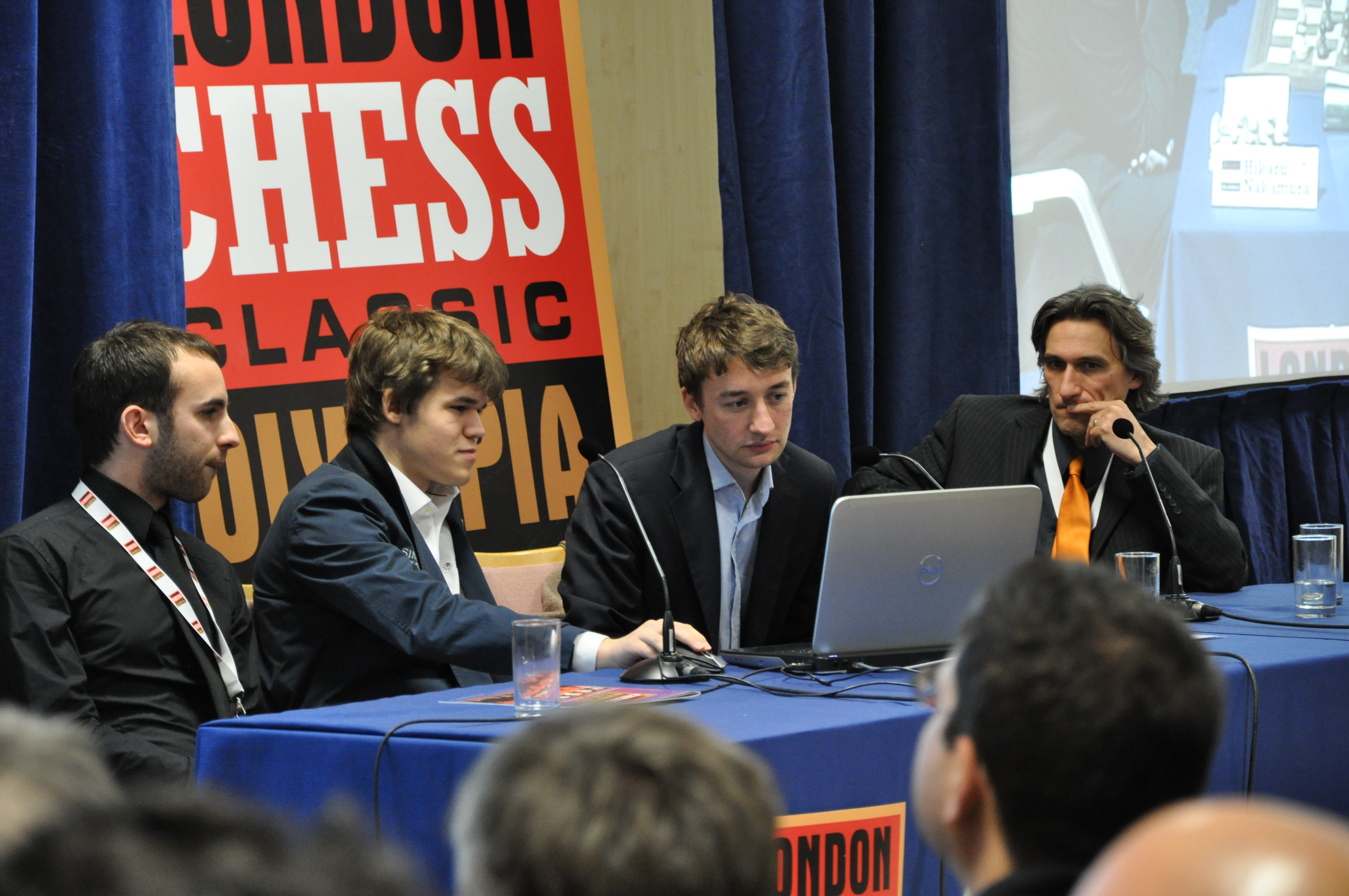
Assieme al grande maestro britannico Luke McShane durante un'analisi post partita del London Chess Classic 2010; alla sua sinistra il maestro internazionale Lawrence Trent, ultimo a destra il grande Maestro Daniel King

- In gennaio vince, con 8½ su 13, per la prima volta in solitaria, il torneo A di Wijk aan Zee.[98]

2011
- In gennaio con 8 su 13 (+5 =6 -2) è 3º a pari merito con Aronyan nel torneo Tata Steel, ½ punto dietro Viswanathan Anand e 1 a Hikaru Nakamura.[99]
- In giugno vince la quinta edizione del Kings Tournament di Mediaș con 6½ su 10 (+3 =7 -0) precedendo Sergej Karjakin per spareggio tecnico.[100]
- A ottobre vince la finale del Grande Slam a Bilbao svoltosi sulla lunghezza di 10 turni con il punteggio Bilbao (3 punti per una vittoria, 1 per una patta, 0 per una sconfitta) per la prima metà a San Paolo in Brasile. Gli avversari erano Ivančuk, Aronyan, il campione del mondo Anand, Hikaru Nakamura e Francisco Vallejo Pons. Dopo un girone di andata in tono minore,(+1=3-1, venendo sconfitto dallo spagnolo Vallejo Pons, ultimo del tabellone) la frazione di Bilbao lo vede ottenere +2 =3 -0 parziale che gli consente di raggiungere Ivančuk (sconfitto in entrambi gli scontri diretti) che batte poi nello spareggio blitz per 1½-½.[101][102]
- In novembre vince con 5½ su 9 (+2 =7 -0) il Memorial Tal. La classifica finale lo vede a pari merito con Lewon Aronyan a livello di punti: il primo criterio degli spareggi, il numero di partite giocate con i pezzi neri (5 per Carlsen, 4 per Aronyan) lo rendono vincitore.[103]

2012

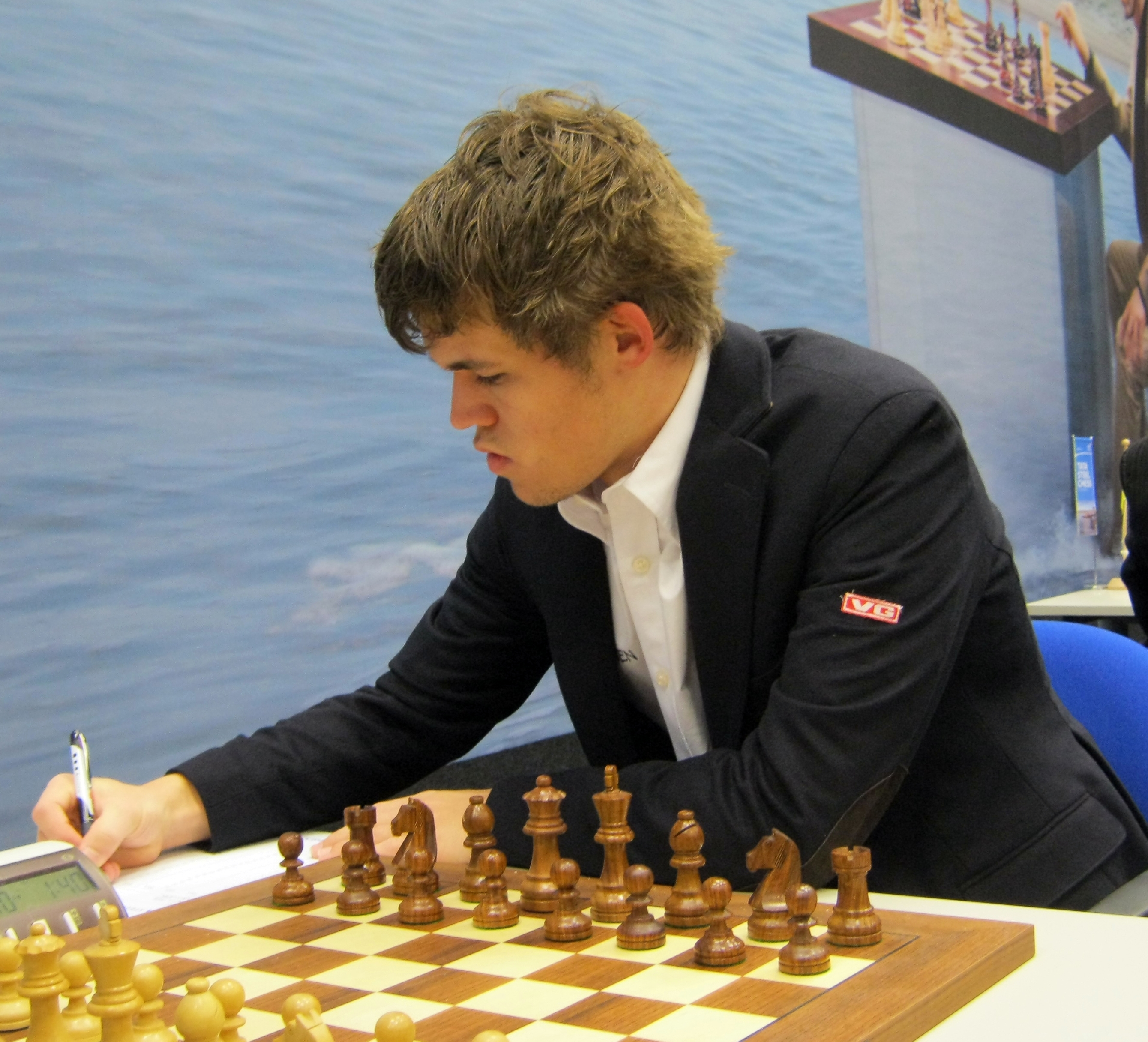
Nel 2012

- In gennaio si piazza assieme a Caruana e a Teymur Rəcəbov al 2º posto nel tradizionale torneo Tata Steel di Wijk aan Zee totalizzando 8 punti (+4 =8 -1), 1 in meno del vincitore Aronyan.[104]
- In giugno si aggiudica per il secondo anno consecutivo il Memorial Michail Tal' (evento di categoria XXII), nuovamente con il punteggio di 5½ su 9 (+2 =7 -0), davanti a Caruana e Rəcəbov.[105]
- In ottobre vince ancora la Grand Slam final a Bilbao, dove ha affrontato Caruana, Aronyan, Karjakin, Anand e Vallejo Pons. Dopo un girone di andata, disputatosi a San Paolo in Brasile, dominato da Caruana con 4 su 5[106], batte l'italo-americano nello scontro diretto del girone di ritorno disputatosi a Bilbao, lo aggancia in testa alla classifica e lo sconfigge per 2-0 negli spareggi lampo aggiudicandosi il torneo per la seconda volta consecutiva, con un complessivo di 17 punti (+4 =5 -1).[107][108]

2013
- In settembre vince a St. Louis la prima edizione della Sinquefield Cup. Il quadrangolare a doppio girone all'italiana lo vede imbattuto con il punteggio di 4½ su 6 (+3 =3 -0), precedere Nakamura, Aronyan e Gata Kamskij.[109]

2014
- In aprile vince a Şəmkir in Azerbaigian il Memorial Gashimov con 6½ su 10 davanti a Caruana, Nakamura, Rəcəbov, Karjakin e Mamedyarov.[110]

2015
- In gennaio vince il Torneo di scacchi di Wijk aan Zee totalizzando 9 punti (+6=6-1).[111]
- In febbraio vince il torneo Grenke Chess Classic di Baden-Baden battendo agli spareggi di gioco rapido per 3-2 Arkadij Naiditsch. Il torneo a cadenza classica si era concluso con entrambi i giocatori a quota 4½ punti in 7 turni.[112]
- In aprile vince la seconda edizione del Memorial Gashimov: imbattuto a 7/9 precede di 1 punto Viswanathan Anand e di 2 Fabiano Caruana e Wesley So.[113]
- In dicembre a Londra vince il torneo London Chess Classic e il nuovo circuito scacchistico Grand Chess Tour[114]. Lo stesso mese a Doha vince la seconda edizione dell'open del Qatar Masters Open con 7 punti su 9 e superando poi agli spareggi rapidi il cinese Yu Yangyi[115].

2016
- In gennaio vince per la quinta volta il Torneo di scacchi di Wijk aan Zee totalizzando 9 punti (+5=8-0).[116]
- In aprile vince per la prima volta, a Stavanger, il supertorneo Altibox Norway Chess totalizzando 6 punti (+4=4-1).[117]
- In luglio vince per la terza volta il torneo Masters di Bilbao ottenendo 17 punti (3 punti per la vittoria e 1 per il pareggio)[118].

2017

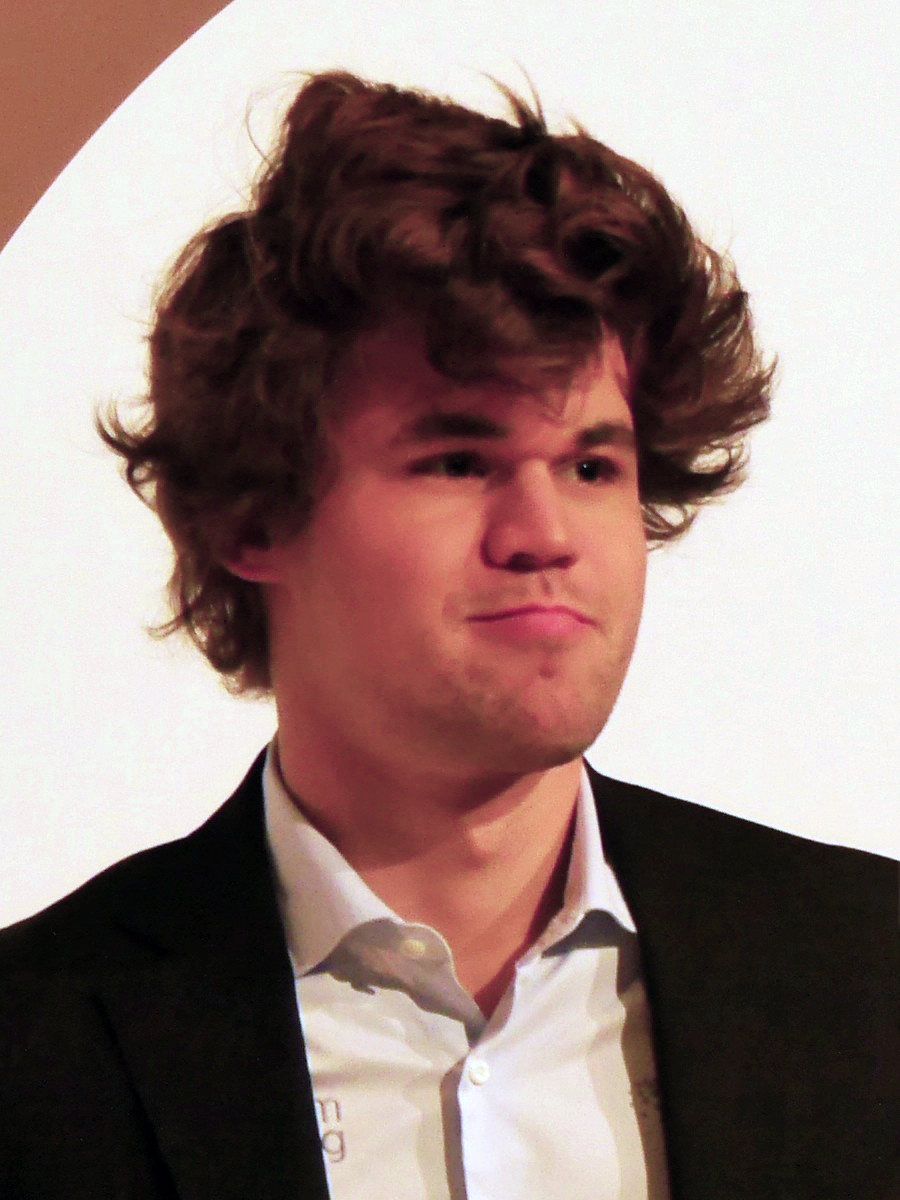
Nel 2017 durante il Torneo di Baden-Baden

- In gennaio prende parte al Torneo Tata Steel, dove giunge 2º con 8 punti su 13, un punto dietro al vincitore Wesley So.
- In aprile partecipa al Grenke Chess Classic, nel quale si piazza 3º al tie-break alle spalle di Fabiano Caruana (4 su 7) e del vincitore Lewon Aronyan.
- In settembre partecipa alla Coppa del Mondo di Tbilisi, nella quale viene eliminato al terzo turno dal cinese Bu Xiangzhi.
- Tra settembre e ottobre partecipa all'Isle of Man International Open, nell'isola omonima, vincendolo con 7½ su 9.[119]
- In dicembre a Londra giungendo terzo nel London Chess Classic, vince il suo secondo Grand Chess Tour con 41 punti in totale.[120].

2018
- In gennaio vince per la sesta volta il Torneo di Wijk aan Zee battendo agli spareggi rapidi Anish Giri.
- In aprile giunge 2º alle spalle di Fabiano Caruana nella quinta edizione del Grenke Chess Classic. Lo stesso mese vince a Şəmkir il 5º Gashimov Memorial con 6 punti su 9.[121]
- In agosto vince per la seconda volta la Sinquefield Cup, a pari merito con Lewon Aronyan e Fabiano Caruana.[122]

2019
- In gennaio, con 9 su 13, vince per la settima volta il Torneo di Wijk aan Zee.[123]
- In aprile a Şəmkir vince per la quarta volta il Shamkir chess - Gashimov Memorial con 7 punti su 9.[124] Successivamente vince per la seconda volta il Grenke Chess Classic. Con il punteggio di 7 1/2 su 9 (+6 =3 -0) distanzia di un punto e mezzo il 2º classificato Fabiano Caruana.[125]
- In giugno a Stavanger, vince per la seconda volta il supertorneo Altibox Norway Chess con 13½.[126]
- In luglio a Zagabria, in Croazia, vince la seconda tappa del Grand Chess Tour con 8 punti su 11 (+5 =6 -0) davanti a Wesley So (7), Lewon Aronyan e Fabiano Caruana (entrambi a 6),[127] risultato che gli vale 20 punti nel Tour.[128]
- In agosto giunge 2º nella Sinquefield Cup, battuto per 1-3 da Ding Liren agli spareggi a cadenze veloci (1-1 nella sezione rapid e 0-2 in quella blitz),[129] il primo spareggio perso dal giocatore norvegese dal 2007.[130] Questo risultato gli vale 16 punti e ½ nel Grand Chess Tour.[131]
- In ottobre partecipa al torneo open FIDE Grand Swiss 2019 disputato a Douglas, che chiude a 7½ su 11 (6º per spareggio tecnico), mezzo punto dietro al vincitore Wang Hao e a Fabiano Caruana.[132]
- In dicembre prende parte alla Grand Chess Tour Finals, riservata ai quattro migliori piazzati nel totale degli eventi del Tour: sconfitto da Maxime Vachier-Lagrave, ha battuto Aronyan nella "finalina" per il 3º posto.[133]

#### Anni 2020
2020

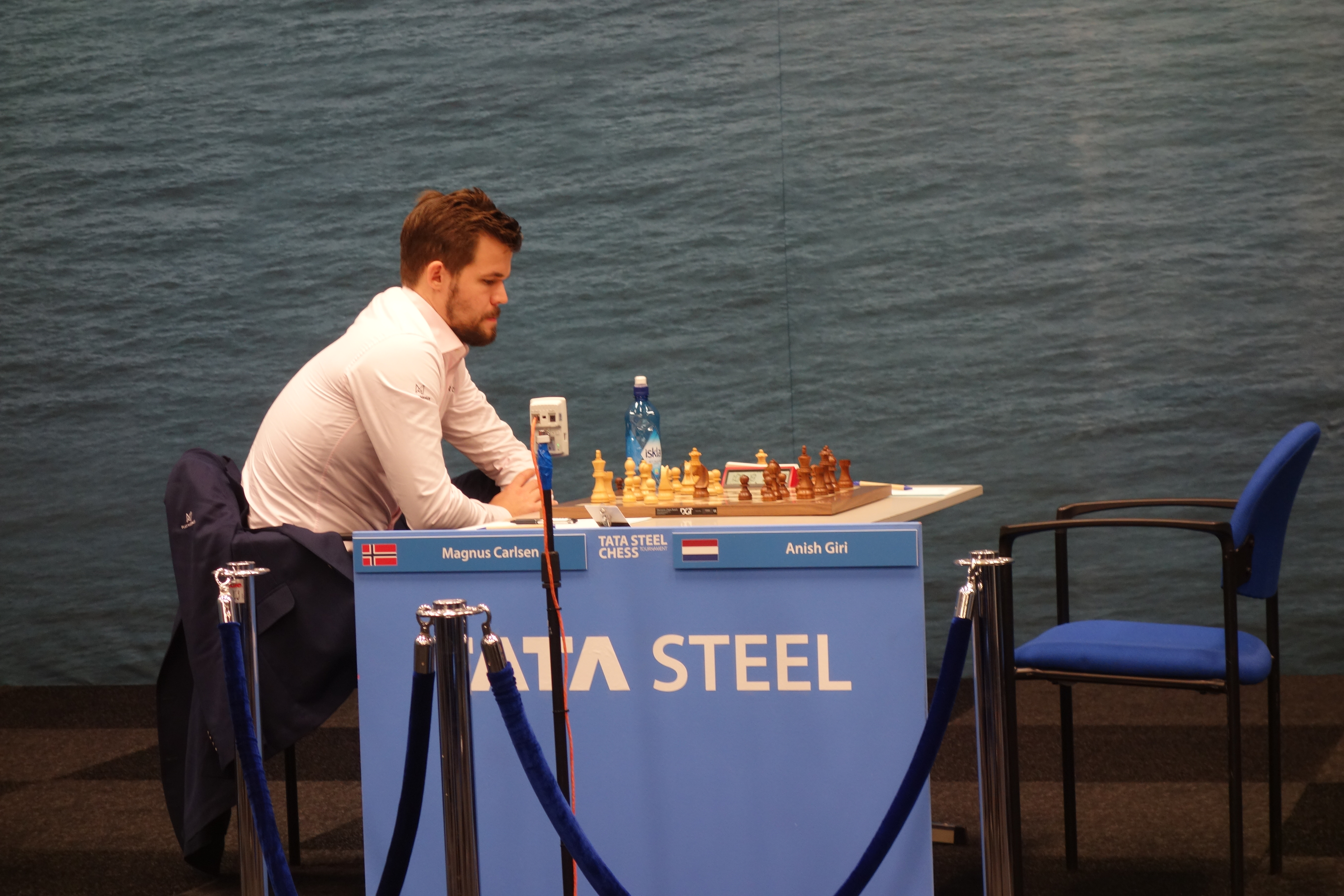
Durante un momento dell'edizione 2020 del Torneo Tata di Wijk aan Zee

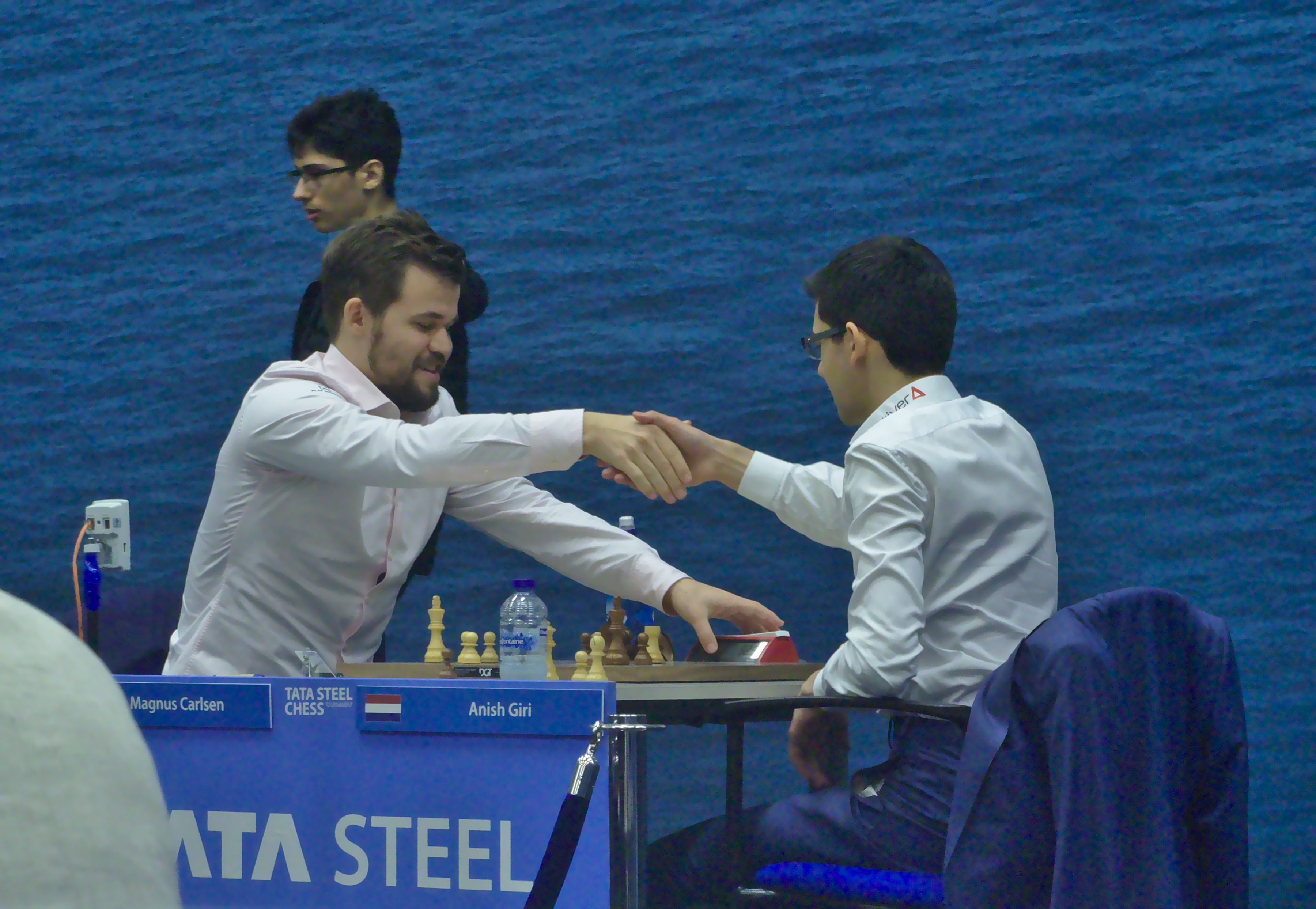
Alla fine della partita contro Anish Giri al Tata Steel di Wijk aan Zee 2020. In secondo piano riconoscibile ʿAlīreżā Firūzjāh

- In gennaio con 8 su 13 (+3 =10 -0) giunge 2º alle spalle di Fabiano Caruana nel Torneo di Wijk aan Zee.[134]
- È di ottobre il suo ritorno negli eventi dal vivo dopo la pausa forzata causata dalla pandemia di COVID-19: l'ottava edizione del Norway Chess lo vede classificarsi 1º (con un turno di anticipo e 19 punti e ½), per il secondo anno consecutivo e terza vittoria totale, davanti a ʿAlīreżā Firūzjāh (18½) e Lewon Aronyan (17½).[135] La sconfitta nel quinto turno contro Jan-Krzysztof Duda mette fine alla sua striscia di imbattibilità durata, record, 125 partite, mentre quella contro Aronyan nel decimo è la prima da lui subita giocando con i pezzi bianchi dal 10 dicembre 2017, quando perse contro Jan Nepomnjaščij nell'ottavo turno del London Chess Classic.[136]

2021
- In gennaio gioca dal vivo il tradizionale Torneo di Wijk aan Zee: chiude 6º su 14, suo peggior risultato nell'evento dal 2007[137], con 7 punti e ½ (+3 =9 -1), a un punto da Jorden van Foreest (poi vincitore agli spareggi) e Anish Giri.[138]
- Tra luglio e agosto partecipa all'edizione di quell'anno della Coppa del Mondo. In quanto parte (N. 1) delle prime 50 teste di serie ha esordito nei sessantaquattresimi di finale (2º turno): ha superato Saša Martinović (2-0), Aryan Tari (2-0), Radosław Wojtaszek (2½-1½ dopo gli spareggi rapid), Andrej Esipenko (5-3 dopo gli spareggi blitz) ed Étienne Bacrot (2-0). È stato quindi sconfitto in semifinale da Jan-Krzysztof Duda (1½-2½ dopo gli spareggi rapid) e ha infine battuto Vladimir Fedoseev (2-0) nella finale 3º-4º posto, ottenendo quindi il bronzo.[139][140] Poco prima dell'inizio della sua prima partita gli è stato consegnato dalla FIDE lo Svetozar Gligorić Trophy 2020 per il fair play, motivandolo con il fatto che il norvegese, durante il Chessable Masters online del 2020 ha perso volutamente una partita contro Ding Liren dopo essere passato in vantaggio 1-0 nel match unicamente grazie a una disconnessione del cinese.[141]

2022
- Come tradizione inizia l'anno al Tata Steel Chess Tournament di Wijk aan Zee. L'edizione 2022 dell'evento di gennaio lo vede ottenere +6 =7 -0 (con una vittoria a tavolino contro Daniil Dubov, escluso dall'evento poiché testato positivo alla COVID-19) che gli rendono 9½ su 13 e, con un turno di anticipo, l'ottava vittoria nel torneo olandese.[142]
- In giugno vince per la quinta volta, quarta consecutiva, il Norway Chess.[143]
- In settembre partecipa come wild card alla Sinquefield Cup. Si ritira dopo il terzo turno senza fornire motivazioni specifiche.[144] Essendo il ritiro avvenuto prima della metà dell'evento, i risultati ottenuti dal norvegese sono stati annullati ai fini della classifica. Al momento del ritiro era =3º-7º a 1½/3, punteggio ottenuto battendo Nepomnjaščij nel 1º turno, pattando contro Aronyan nel 2º e venendo sconfitto dal giovane statunitense Hans Niemann nel 3º.[145] Un suo tweet[146] ha dato adito all'ipotesi che l'abbandono dell'evento sia stato causato dal fatto che Carlsen ritenga Niemann abbia giocato contro di lui con aiuto esterno.[147]

2023
- In gennaio si classifica 3º con 8/13 al Torneo di Wijjk aan Zee, in cui perde due partite a tempo lungo consecutive per la prima volta dal 2015 (a batterlo sono stati Anish Giri nel quarto turno e Nodirbek Abdusattorov nel quinto).[148]
- In marzo gioca tre partite nel Campionato a squadre norvegese: due vittorie contro Levi Andre Tallaksen e Jon Ludvig Hammer e una patta contro David Howell che passerà alla storia come l'ultima partita di Carlsen da campione del mondo.[149]

2024
- In giugno vince per la sesta volta il Norway Chess.[150]

2025
- In giugno vince per la settima volta il Norway Chess.[151]

### Nel ciclo mondiale
2004
- Partecipa a Tripoli al Mondiale KO FIDE 2004, nel quale viene eliminato al primo turno da Lewon Aronyan per 1½ - 2½.[152]

2005

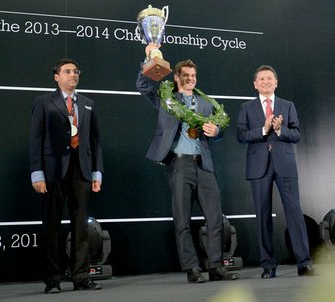
Un momento della Premiazione del Mondiale 2014. Assieme allo sfidante Anand, l'allora Presidente FIDE Kirsan Iljumžinov

- In dicembre partecipa alla Edizione 2005 della Coppa del Mondo a Chanty-Mansijsk, valevole per la selezione dei partecipanti al Torneo dei candidati per il Mondiale 2007. Dopo aver battuto Zurab Azmaiparashvili (3 - 1), Farruch Amonatov (1½ - ½) e Ivan Čeparinov (3 - 1) viene eliminato agli ottavi da Evgenij Bareev. Negli spareggi per il 9º-16º posto le vittorie contro Joël Lautier (1½ - ½) e Vladimir Malachov (3½ - 2½) e la sconfitta contro Gata Kamskij (1 - 3) gli rendono il 10º posto nell'evento e di conseguenza la qualificazione al torneo dei candidati[153], portandolo quindi, a soli 15 anni, a divenire il più giovane Candidato di sempre (record imbattuto al 2022).[154]

2007
- In maggio-giugno partecipa al torneo dei candidati di Ėlista, organizzato con il sistema degli scontri diretti, nel quale viene eliminato al primo turno da Lewon Aronyan, testa di serie numero uno. L'incontro, conclusosi alla sesta partita dei tie-break (5 - 7, dopo +2 =2 -2 nelle 6 partite a cadenza classica i due giocatori hanno pareggiato le 4 rapid con +1 =2 -1, infine l'armeno ha vinto entrambe le blitz)[155][156] è stato definito «il più competitivo e piacevole» dell'evento.[157]
- È di dicembre la sua partecipazione alla Coppa del Mondo FIDE, evento a eliminazione diretta tra 128 giocatori: batte l'australiano Zhao Zong-Yuan (2-0), l'ażerbaigiano all'epoca giocatore per la Federazione tedesca Arkadij Naiditsch (3-1 dopo gli spareggi), il cubano Leinier Domínguez (1½-½), l'inglese Michael Adams (1½-½) e il bulgaro Ivan Čeparinov (1½-½) per essere poi eliminato dallo statunitense Gata Kamskij per ½ a 1½. L'aver raggiunto la semifinale gli garantisce un posto nel FIDE Grand Prix 2008-2010, valevole per le qualificazioni al Mondiale 2012.[158]

2010
- In maggio annuncia il suo ritiro dal ciclo mondiale in corso, esprimendo, in una lettera aperta all'allora Presidente FIDE Kirsan Iljumžinov, il suo disaccordo con il formato (ha citato la lunghezza, il numero di match, il cambiamento in corsa del regolamento, i privilegi del Campione in carica) e dicendo che non si tratta di «un sistema sufficientemente moderno ed equo che sia in grado di darmi la motivazione che ritengo necessaria per affrontare un evento eccessivamente lungo di preparazioni e partite e per poter rendere al meglio».[159]

2013

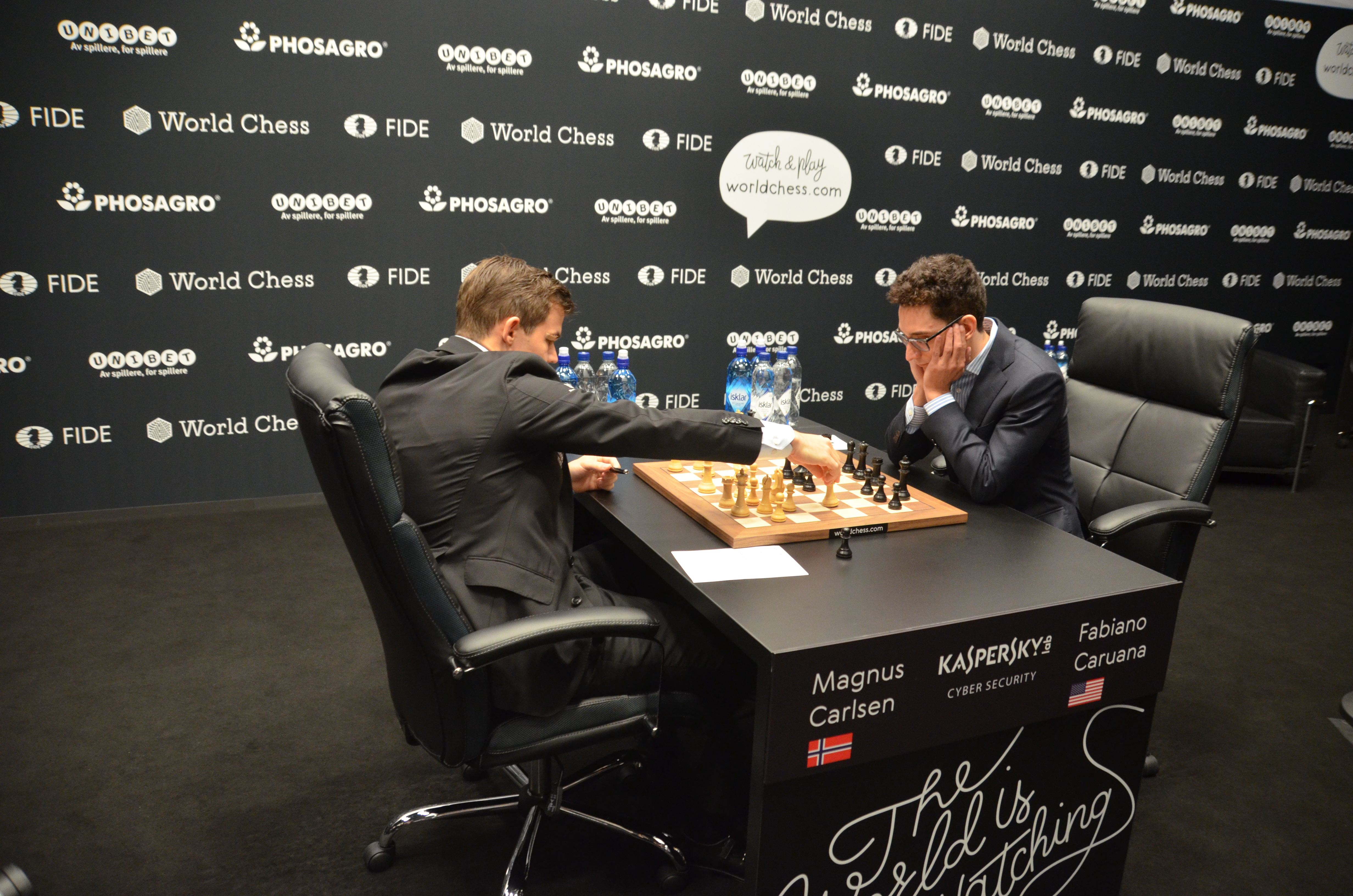
Assieme a Fabiano Caruana durante un momento della nona partita del Mondiale 2018

- In marzo-aprile, dopo essersi qualificato in quanto N.1 della classifica mondiale FIDE,[160] vince con 8½ su 14 (+5 =7 -2) a Londra il torneo dei candidati per spareggio tecnico (maggior numero di vittorie) su Vladimir Kramnik, vittoria che lo designa come sfidante del campione del mondo Anand.[161]
- Il 22 novembre, dopo la decima partita del campionato del mondo 2013 di Chennai, vince il match contro Anand per 6½ a 3½ (+3 =7 –0), diventando con due turni di anticipo il nuovo campione del mondo indiscusso a 22 anni, secondo più giovane di sempre dopo Garri Kasparov.[162]

2014
- In novembre difende con successo contro Anand il titolo mondiale. Il match si è svolto a Soči in Russia dall'8 al 23 novembre, con il risultato di 6½ a 4½ a favore di Carlsen (+3 =7 –1).[163]

2016

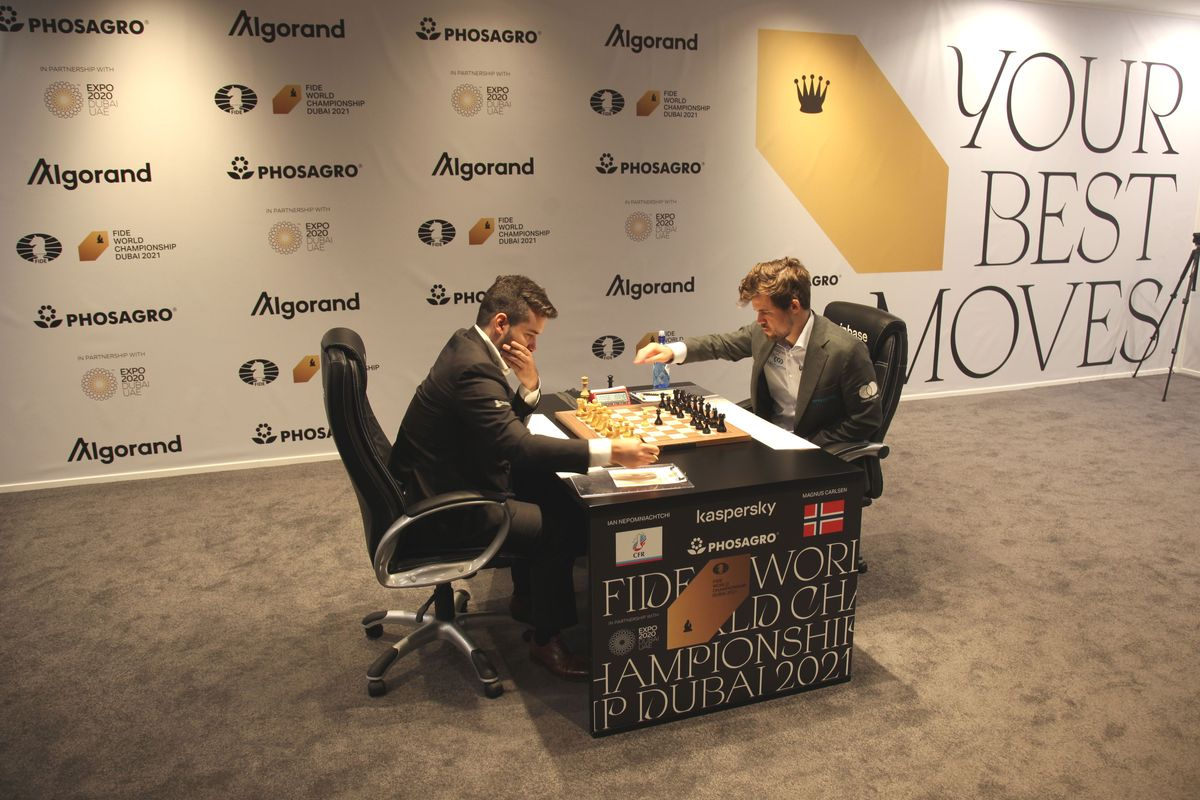
Le fasi iniziali della Nepomnjaščij - Carlsen, 11ª e ultima partita del Mondiale 2021

- In novembre affronta a New York il russo Sergej Karjakin in un match con in palio il titolo mondiale, conservandolo con il risultato di 9 a 7 dopo gli spareggi rapid.[164]

2018
- In novembre affronta a Londra lo statunitense Fabiano Caruana in un match con in palio il titolo mondiale, conservandolo con il risultato di 9 a 6 dopo gli spareggi rapid.[165]

2021
- Tra novembre e dicembre a Dubai affronta lo sfidante Jan Nepomnjaščij, vincitore dei Candidati 2020-2021, in un match con in palio il titolo mondiale, conservandolo grazie alla vittoria per 7½ - 3½.[166]

2022
- A luglio annuncia di non essere interessato a difendere il titolo di Campione del mondo adducendo come principale causa della sua scelta la mancanza di motivazione.[167]

2023
- Dal 29 luglio al 24 agosto del 2023 partecipa e vince la Coppa del Mondo di scacchi 2023, questo risultato gli da il diritto di partecipare, se lo desidera, al Torneo dei Candidati.

### Nazionale

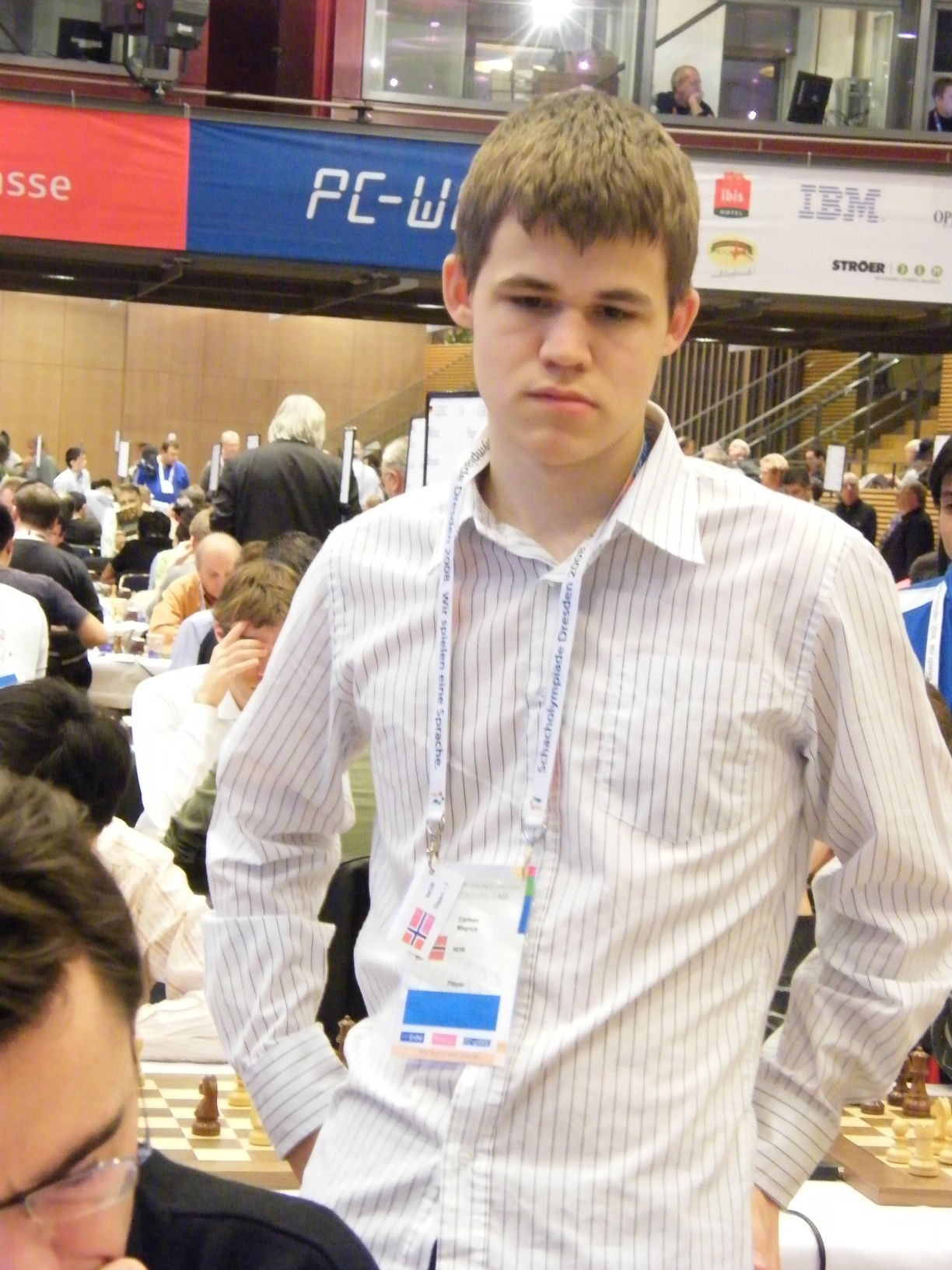
Durante le Olimpiadi di Dresda 2008

Ha preso parte alle Olimpiadi degli scacchi nelle edizioni di Calvià 2004 (3 punti, 2 vittorie, 2 patte, 1 sconfitta), Torino 2006 (6, +4 =4 -0), Dresda 2008 (7½, +5 =5 -1), Chanty-Mansijsk 2010 (4½, +4 =1 -3), Tromsø 2014 (6 +5 =2 -2), Baku 2016 (10, +5=5-0), Chennai 2022 (7½, +6 =3 -0) e Budapest 2024 (6, +5 =2 -1), in tutti i casi in 1ª scacchiera. Ha un complessivo di +36 =24 -8, i suoi migliori risultati individuale sono il 3º posto del 2022 e quello del 2024, quello di squadra il 5º del 2016.
Ha inoltre rappresentato la nazionale in 1ª scacchiera nei Campionati europei a squadre di Candia 2007 (6½, +5 =3 -1, argento individuale) e Reykjavík 2015 (7, +2 =3 -2).
Nel novembre 2019 è uscito dalla Federazione norvegese a causa di contrasti legati all'opportunità di avere la Kindred Group, una società che si occupa di scommesse sportive online, tra gli sponsor federativi. In accordo con la Federazione e la FIDE, può ancora giocare sotto bandiera norvegese e rappresentare la nazione in competizioni internazionali.

### Club

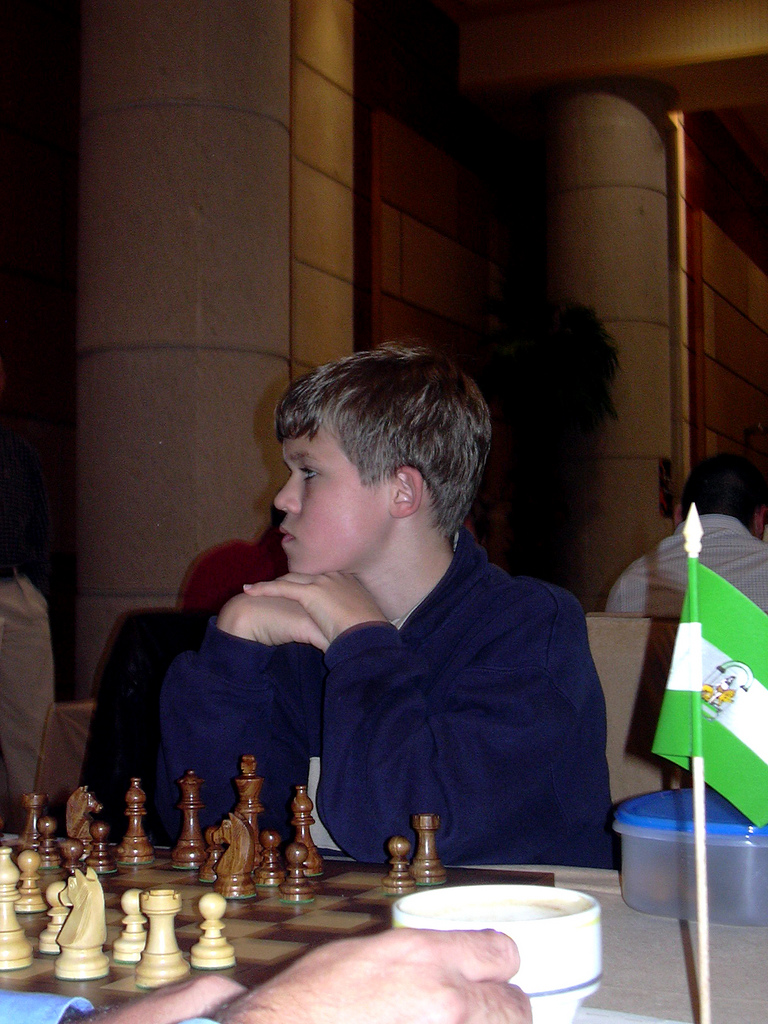
Nel 2004 durante il Campionato spagnolo a squadre

Dal 2001 al 2003 ha giocato per la norvegese Asker SK con la quale ha preso parte alle edizioni di Panormos 2001 e Retimo 2003 della Coppa europea per club. Ha ottenuto 4½ su 7 (+3 =3 -1) in 6ª scacchiera nel primo caso (11º posto personale, 28º di squadra) e 3½ su 7 (+3 =1 -3) in 1ª scacchiera nel secondo (25º posto personale, 31º di squadra).
Ha nuovamente partecipato alla Coppa europea per club nell'edizione di Kemer 2007 in 3ª scacchiera per la OSG Baden-Baden (3½ su 5, +2 =3 -0, 10º posto individuale e 4º di squadra), di Halkidiki 2008 per l'armena MIKA Yerevan in 1ª scacchiera (3 su 6, +2 =2 -2, 38º posto individuale e 12º di squadra), di Porto Carras 2018 per la norvegese Valerenga Sjakklubb (3½ su 6, +1 =5 -0, 3º posto individuale e 5º di squadra) e in quella di Struga 2021 per il circolo norvegese Offerspill (1ª scacchiera, 2½ su 3, +2 =1 -0, la squadra è giunta 13ª, il numero di partite giocate dal norvegese è stato insufficiente per farlo entrare nella classifica individuale).
Nella stagione 2004/05 ha fatto parte della tedesca SF Neukölln 1903 nella Bundesliga. Come 1ª scacchiera ha giocato 2 dei 15 turni del torneo, ottenendo +0 =1 -1, la squadra è giunta 10ª. Con la OSG Baden-Baden ha preso parte alle edizioni 2006/07 in 5ª scacchiera (4 partite sui 15 turni, +2, =2 -0, la squadra ha vinto il campionato), 2007/08 in 4ª scacchiera (2 partite, +1 =1 -0, nuova vittoria di squadra) e 2008/09 in 2ª scacchiera (2 partite, +1 =1 -0, ulteriore vittoria di squadra.
Con la spagnola CA Magic Mérida ha preso parte alle edizioni 2004 e 2005 del Campionato spagnolo a squadre. Ha ottenuto +0 =5 -4 in 1ª scacchiera nel 2004 (5º posto di squadra) e, 4ª scacchiera, non è stato schierato nel 2005.
Ha inoltre giocato per la francese Clichy echecs nella stagione 2013/14 e per la olandese Hilversums (2013/14).
Nel giugno 2019 ha fondato il Circolo Offerspill, nelle sue parole per «aiutare i nuovi giocatori e rafforzare gli scacchi norvegesi», offrendosi di pagare le quote di iscrizione alla federazione ai primi 1.000 membri. Sono state avanzate ipotesi critiche (il fatto è stato definito «una cinica dichiarazione di guerra») riguardo si sia trattato di una manovra per influenzare la decisione da parte della Federazione norvegese di accettare o meno la sponsorizzazione Kindred Group, questo stante il fatto che, da regolamento, ogni Circolo ha un numero di voti proporzionale al numero dei suoi membri. Nella stagione 2019/20 ha giocato 3 partite nel Campionato norvegese a squadre con la Offerspill, vincendole tutte. Ha dichiarato, prima di superare il record di imbattibilità di 110 partite di Sergej Tivjakov, di non considerare queste partite valide per il conteggio, visto il livello degli avversari (circa 500 punti Elo di differenza rispetto a Carlsen i primi due, circa 700 il terzo). La squadra ha vinto la 1ª divisione Østlandsserien a punteggio pieno, ottenendo così il diritto di partecipare ai play-off per la promozione alla Eliteserien, la massima serie. Ad aprile 2020 i play-off sono stati sospesi a causa degli della pandemia in Norvegia. La ripresa delle competizioni ha visto la promozione della squadra nella Eliteserien, nella quale disputa la stagione 2020/21. Esordisce in stagione il 29 ottobre 2021, giocando contro il grande maestro Benjamin Arvola Notkevich, vincendo in 57 mosse quella che per il Campione è stata l'ultima partita a cadenza classica prima del Mondiale 2021 di Dubai. Il 5 febbraio 2022 scende in campo in occasione del 5º turno, affrontando con i pezzi bianchi il maestro internazionale Geir Sune Tallaksen Østmoe (Elo 2466) e ottenendo una patta. La squadra ha infine vinto la stagione 2022/2023 del Campionato della massima serie.
Nell'ottobre 2023 la squadra vince la 38ª edizione della Coppa europea di scacchi per club, con Carlsen che ha personalmente ottenuto 5 punti nelle 6 partite che ha disputato nei 7 turni dell'evento.

### Gioco rapido, lampo, 960 e alla cieca

#### Anni 2000
2004
- A marzo partecipa al Reykjavík rapid (25′+ 5′′) a eliminazione diretta: accoppiato al primo turno, fatto definito «da sogno per gli organizzatori»,[199] contro Garri Kasparov, la patta nella prima partita, nella quale si è trovato molto vicino alla vittoria,[200] crea sensazione.[201] La sconfitta nella seconda lo elimina dall'evento.[202] Nella stessa occasione ha disputato una partita blitz (5′+3'′) contro Anatolij Karpov, battendolo.[203]

2005
- Partecipa in giugno alla 18ª edizione del quadrangolare a eliminazione diretta a gioco rapido Ciudad de León nell'omonima città spagnola. Viene sconfitto da Viswanathan Anand per 1 a 3.[204]

2006
- In marzo il torneo rapid di Cap d'Agde in Francia lo vede chiudere 2º su 16 il suo girone[205], accedendo quindi alla fase finale a eliminazione diretta, nella quale batte il francese Laurent Fressinet (2 - 0) per poi essere eliminato dalla giovanissima promessa russa Sergej Karjakin (½ - 1½) in semifinale.[206] Lo stesso mese vince il blitz Glitnir di Reykjavík. Si è trattato di un evento con 196 giocatori, dei quali i migliori 64 piazzati dopo un torneo preliminare giocato con il sistema svizzero, vinto da Judit Polgár con 8 su 9 con Carlsen a 6 punti, hanno preso parte a una fase knockout nella quale si è imposto su David Kjartansson (2 - 0) Bjørn Thorfinnsson (1½ -½), Laurent Fressinet (1½ -½) , Sergei Erenburg (2 - 1), sul già vincitore del campionato del mondo di specialità nel 2000 Viswanathan Anand (2 - 0) e in finale su Hannes Stefansson (2 - 0).[207]
- Partecipa, invitato come wild card, ai Campionati del mondo lampo di Rishon LeZion di settembre, che conclude con 7½ su 15, 8º su 16 partecipanti.[208]
- Chiude l'evento blitz del Memorial Michail Tal' di novembre 9º su 18 partecipanti con 17½ su 36.[209]

2007

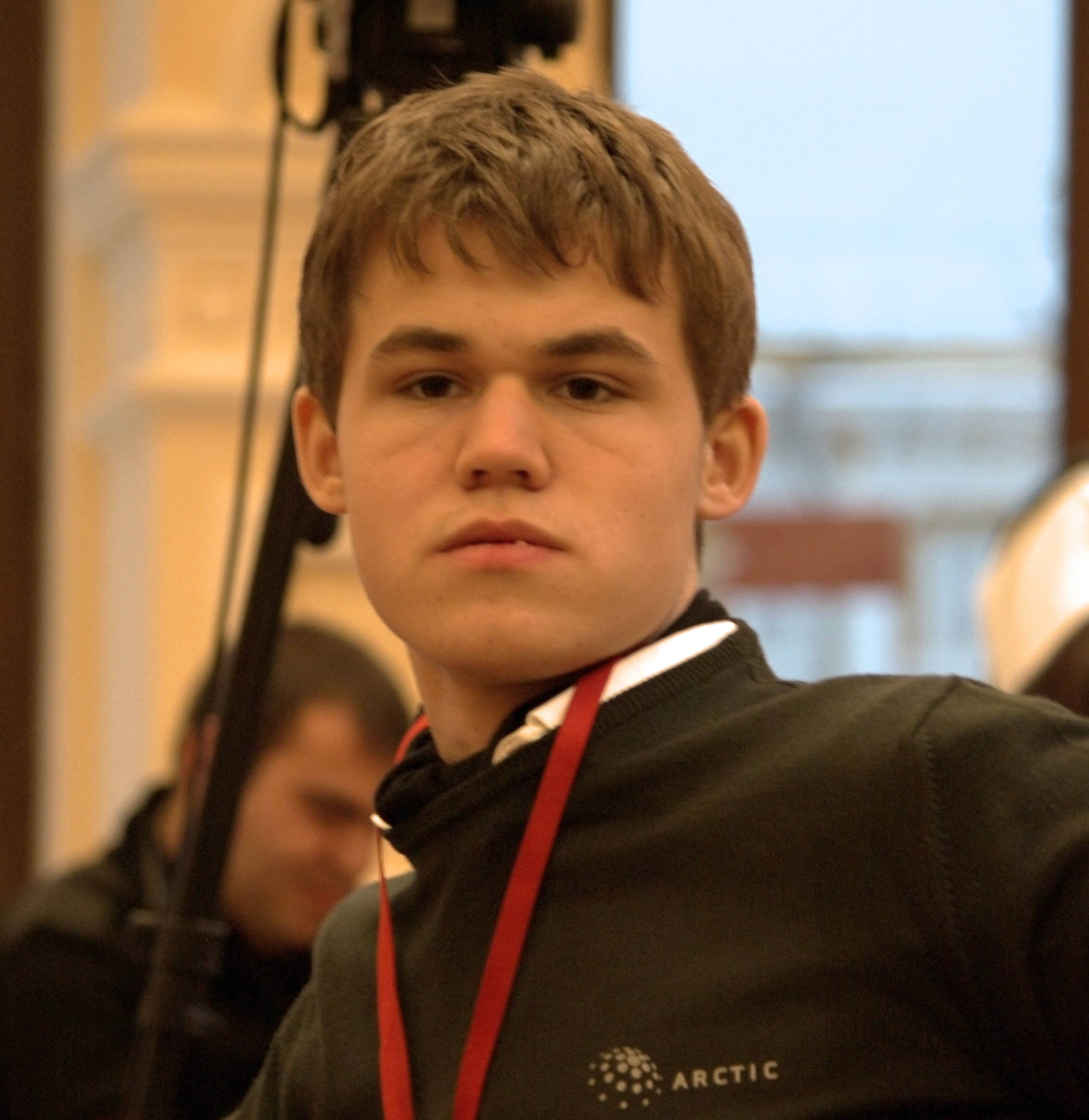
Poco prima dell'inizio dei Mondiali lampo 2009

- In marzo partecipa al torneo Melody Amber di Monte Carlo, classificandosi 9º nella sezione alla cieca (4 su 11, cadenza 25′+20′′), 3º in quella rapid (6½ su 11, 25′+10′′) e 8º nella classifica combinata.[210]

2008
- Marzo lo vede nuovamente al Melody Amber, quest'anno a Nizza: chiude =5º-7º nella sezione alla cieca, =3º-5º in quella rapid e 5º nella combinata.[211]
- È di maggio il match a gioco rapido a Miskolc contro l'ungherese Péter Lékó, che Carlsen vince per 5-3 (+2 =6 -0).[212][213]
- Tra luglio e agosto partecipa al quadrangolare Chess Classic, valevole come Campionato del mondo rapid, di Magonza. Dopo la fase preliminare nella quale ha ottenuto 1½–½ contro Judit Polgár, 1–1 contro Aleksandr Morozevič e 1–1 contro Anand chiudendo al 2º posto, la finale lo ha visto sconfitto dal campione indiano per 1-3.[214][215]

2009
- In giugno vince il quadrangolare rapid a eliminazione diretta Ciudad de Leon, superando Wang Yue agli spareggi blitz (1½-½, dopo il 2-2 nelle rapid) in semifinale[216] e Vasyl' Ivančuk in finale dopo la partita Armageddon.[217]
- A novembre a Mosca si laurea Campione del mondo lampo. L'evento, giocato con la cadenza di 3 minuti più 2 secondi di incremento a mossa, lo vede ottenere 31 su 42 (+28 =6 -8), 3 punti di vantaggio su Anand secondo classificato.[218][219]

#### Anni 2010
2010
- In marzo partecipa al torneo Melody Amber. I 6 punti e ½ (=2º-4º, +6 =1 -4) nella sezione alla cieca e gli 8 in quella rapid (=1º-2º, +7 =2 -2) valgono il primo posto alla pari con Vasyl' Ivančuk, con 14½ su 20.[220]
- In novembre prende parte al World Blitz Championship valevole per il Titolo di Campione del mondo lampo: con 23½ su 38 (+19 =9 -10) giunge 3º a mezzo punto da Teymur Rəcəbov e 1 da Lewon Aronyan.[221]

2011
- In marzo è 2º alle spalle di Aronyan nella combinata dell'ultima edizione del torneo Melody Amber, vincendo la sezione rapid (9 punti e ½, +9 =1 -1) e concludendo =7º-9º quella alla cieca (5, +2 =6 -2).[222]

2014
- In giugno vince a Dubai il Mondiale lampo e quello rapid della FIDE, diventando così il primo a detenere contemporaneamente i tre titoli mondiali FIDE.[223]

2015

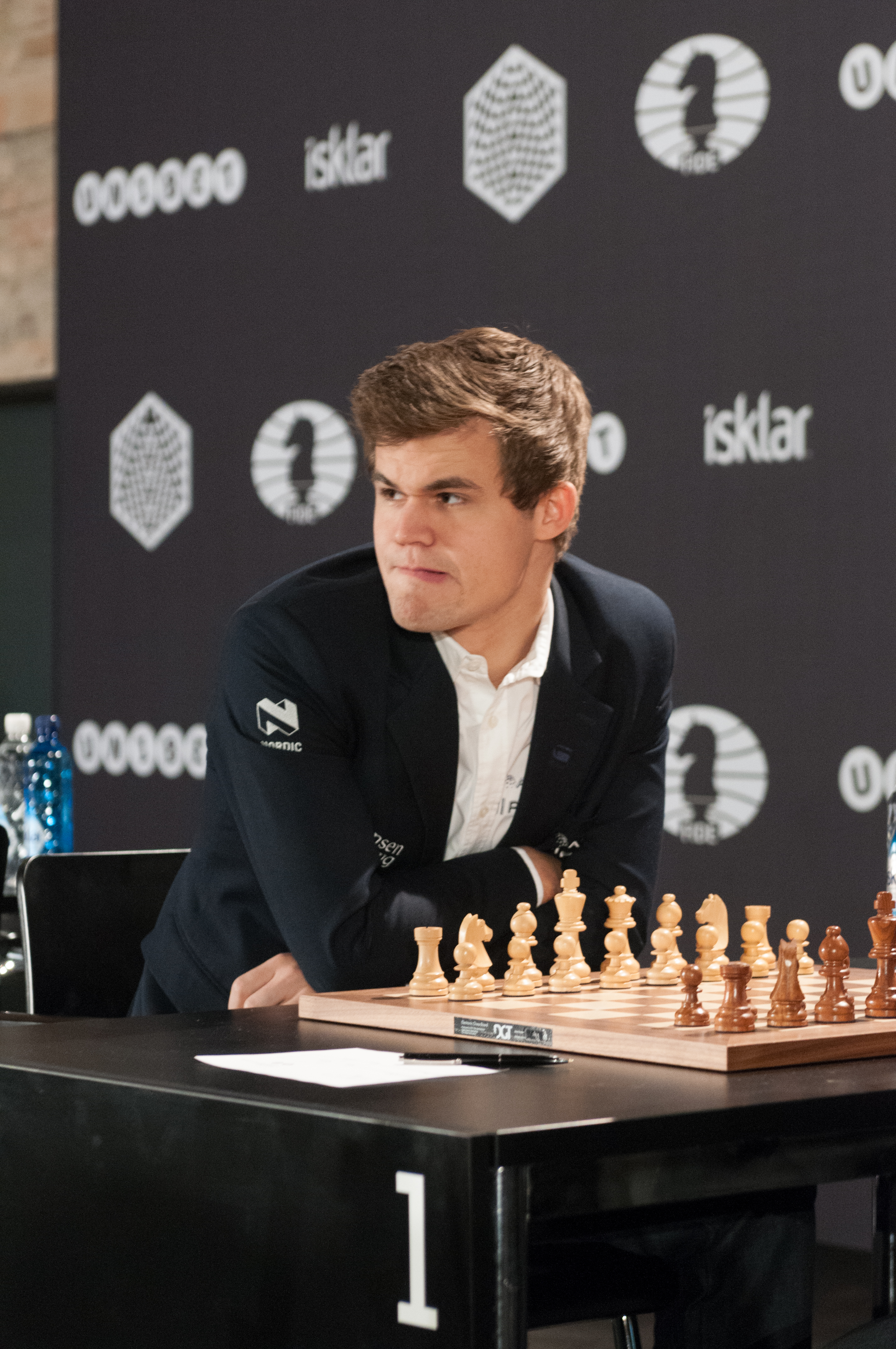
Un momento dei Mondiali rapid 2015

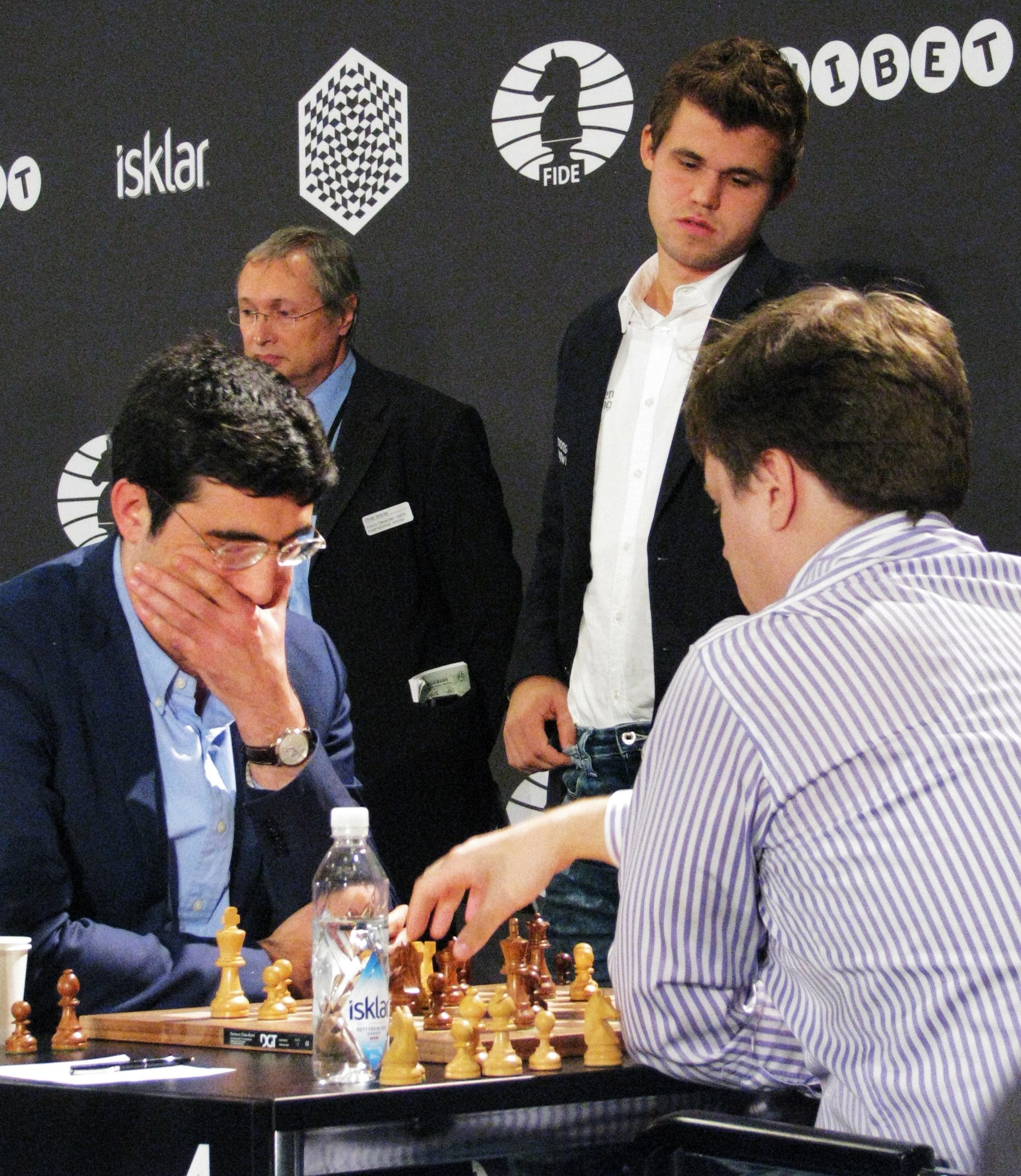
Mentre osserva la Kramnik - Botscharow ai Mondiali rapid 2015

- In ottobre a Berlino vince ancora il campionato del mondo rapid con 11½ su 15.[224]

2016
- In giugno vince a Lovanio il torneo combinato rapid e lampo Your Next Move, seconda tappa del Grand Chess Tour 2016, con 23 punti[225].
- In dicembre partecipa a Doha ai Mondiali rapid e blitz, giungendo 3º per spareggio tecnico nel rapid (alle spalle di Vasyl' Ivančuk e Aleksandr Griščuk)[226] e 2º sempre per spareggio tecnico nel blitz dietro a Sergej Karjakin.[227]

2017
- In giugno vince la prima tappa del Grand Chess Tour, disputata a Parigi e giocata in combinata Blitz e Rapid, battendo agli spareggi finali Maxime Vachier-Lagrave.[228]
- In luglio vince per la seconda volta a Lovanio il torneo combinato Blitz e Rapid Your Next Move, seconda tappa del Grand Chess Tour 2017, con 25 punti e ½ che gli valgono 13 punti del Tour.[229]
- In novembre a Saint Louis vince il ricco scontro Champions Showdown (60 000 $), battendo Ding Liren 67-25 in una sfida costituita da 4 partite con cadenza 30 minuti, 6 da 20, 8 da 10 e 12 da 5 minuti, tutte senza incremento.[230][231]
- In dicembre partecipa a Riad ai Campionati del Mondo rapid e blitz, giungendo 5º nella specialità a gioco rapido[232] e vincendo, con un turno di anticipo, per la terza volta quella lampo.[233]

2018
- In dicembre a San Pietroburgo prende parte al Mondiale rapid e a quello blitz, giungendo 5º per spareggio tecnico nell'evento rapido[234] e vincendo, per la quarta volta, quello lampo con 17 su 21[235]; risultati che gli fanno ottenere il primo posto nella Combinata tra i due eventi.[236] Quello di San Pietroburgo è stato il decimo titolo mondiale vinto nelle tre cadenze di gioco principali.[237]

2019
- In maggio ad Abidjan in Costa d'Avorio vince la prima tappa del Grand Chess Tour 2019. È stato un evento a cadenza rapid e blitz che lo ha visto chiudere a 26½ su 36[238]. Con tre punti e mezzo di vantaggio sui secondi, Maxime Vachier-Lagrave e Hikaru Nakamura, si è trattato del miglior risultato di sempre in una tappa rapid e blitz del Tour[239]. La vittoria gli dà 13 punti nel Tour.[240] Si è trattato della prima volta in cui un Campione del mondo ha disputato un torneo in Africa.[241] Tra il 25 e il 26 vince a Lindores il forte torneo rapid Lindores Abbey Chess Stars Tournamen' superando Ding Liren, Sergej Karjakin e Viswanathan Anand.[242]
- In agosto giunge 6º nel St. Louis Rapid & Blitz con 17 su 36 (6º nella sezione Rapid e 5º in quella Blitz), risultato che gli vale 5 punti nel Grand Chess Tour.[243][244]
- Tra ottobre e novembre prende parte a Høvikodden, presso Oslo al Campionato mondiale 960, nel quale viene sconfitto in finale da Wesley So per 2½ a 13½.[245]
- In novembre a Calcutta vince la settima tappa del Grand Chess Tour, denominata Tata Steel Chess India Rapid & Blitz, superando Hikaru Nakamura.[246]
- In dicembre, nello Stadio Lužniki di Mosca, vince i Mondiali rapid (11½ su 15, +8 =7 -0) e blitz (16½ su 21, + 13 =7 -1), con un punto di vantaggio su ʿAlīreżā Firūzjāh, Hikaru Nakamura e Vladislav Artemiev nel primo caso[247] e battendo Nakamura (1½ - ½) agli spareggi nel secondo.[248] Si tratta della seconda volta, dopo la prima nel 2014, nella quale il giocatore norvegese detiene contemporaneamente i titoli mondiali delle tre cadenze principali.[249]

#### Anni 2020
2020
- La sosta forzata dei tornei causata dalla pandemia di COVID-19 lo spinge a organizzare[250] il Magnus Carlsen Chess Tour, una serie di 4 eventi online a cadenza rapid ospitati sui server del sito chess24 seguiti da una finale tra i migliori piazzati. Vince tra aprile e maggio la prima edizione del Magnus Carlsen Invitational, superando nella finale 2½-1½ Hikaru Nakamura e aggiudicandosi il premio di 70 000 $.[251] Nella tappa Lindores Abbey Rapid Challenge di maggio-giugno supera Levon Aronyan per poi essere eliminato da Hikaru Nakamura.[252] In giugno vince la terza tappa, Chessable Masters, superando Fabiano Caruana, Ding Liren e battendo in finale Anish Giri.[253]. L'ultima tappa (Legend of chess, luglio-agosto) lo vede giungere 1º nel girone di qualificazione[254] e successivamente battere Peter Svidler e Jan Nepomnjaščij, aggiudicandosi quindi l'evento.[255] In agosto vince infine la Chess Tours Finals, superando nella finale 4-3 Hikaru Nakamura e aggiudicandosi il premio di 140 000 $.[256]
- In maggio vince lo Steinitz Memorial evento online a cadenza blitz (3′+2′′) dedicato all'omonimo Campione del mondo. Il doppio girone all'italiana a 10 partecipanti lo vede chiudere con 12 su 18 (+9 =6 -3), precedendo di 2 punti Daniil Dubov.[257]
- In giugno vince il torneo rapid online a cadenza 10′+5′′ Clutch Chess International organizzato dal Saint Louis Chess Club, battendo in finale Fabiano Caruana per 9½-8½ e aggiudicandosi la somma totale di 75 000 $.[258]
- In settembre disputa il Champions Showdown: Chess 9LX, un evento online di Scacchi960 a cadenza 20′+10′′, che chiude =1º-2º assieme a Hikaru Nakamura, entrambi a 6 punti (per Carlsen +4 =4 -1).[259] Sempre in settembre partecipa, anche in questo cas online, al St. Louis Rapid & Blitz, che chiude (24 punti, 2º nella frazione rapid con 12 punti e primo a pari merito in quella blitz sempre con 12) =1º-2º assieme a Wesley So.[260]
- In novembre prende parte allo Skilling Open, prima tappa del Champions Chess Tour, una serie di 10 eventi rapid e blitz online da lui patrocinata, versione espansa del Magnus Carlsen Tour.[261][262] Dopo aver chiuso 1º a pari merito con Hikaru Nakamura (9 su 15) il girone preliminare tra 16 giocatori, supera ai quarti Anish Giri, in semifinale Jan Nepomnjaščij e viene infine sconfitto in finale da Wesley So.[263][264] Il 2º posto gli vale 15 000 $ e 30 punti del tour.[265]
- Tra dicembre 2020 e gennaio 2021 partecipa all'Airthings Masters, seconda tappa del Champions Chess Tour. Conclude al primo posto la prima fase a girone[266] per poi essere eliminato ai quarti di finale da Daniil Dubov.[267] Il risultato lo porta a 50 punti nel tour.[268]

2021
- In febbraio disputa online l'Opera Euro Rapid, terza tappa, a cadenza 15′+10″, del Champions Chess Tour. Conclude al primo posto assieme ad Anish Giri il girone preliminare con 9½ su 15 (+6 =7 -2) per poi superare ai quarti Daniil Dubov, in semifinale Maxime Vachier-Lagrave ed essere infine nuovamente sconfitto in finale da Wesley So. Il 2º posto gli rende 15 000 $ e 35 punti del tour, per un totale provvisorio di 85.[269][270][271]
- A marzo disputa la seconda edizione del Magnus Carlsen Invitational, quell'anno quarta tappa del Champions Chess Tour. Chiude al primo posto il girone preliminare (10½ su 15, +7 =7 -1, davanti ad Anish Giri)[272], supera Lewon Aronyan nei quarti e viene eliminato da Jan Nepomnjaščij in semifinale. Batte infine Wesley So nella finale per il 3º-4º posto: il gradino più basso del podio gli vale 25 000 $ e 50 punti del tour: con un totale provvisorio di 135 la fine della tappa vede il norvegese al 2º posto nel tour.[273][274]
- In aprile partecipa online al New in Chess Classic, quinta tappa a cadenza 15′+10″, del Champions Chess Tour. Chiude, per la quinta volta consecutiva, al 1º posto il girone preliminare con 10½ su 15 (+6 =9 -0, un punto di vantaggio su Nakamura e Şəhriyar Məmmədyarov), supera quindi ai quarti Teymur Rəcəbov, Aronyan in semifinale e Nakamura in finale. Questo primo successo nel Tour gli rende 30 000 dollari e 50 punti Tour, che lo portano al primo posto complessivo con 185.[275]
- È di maggio la sua partecipazione online alla FTX Crypto Cup, sesta tappa del Champions Chess Tour. Il girone qualificatorio lo vede giungere 6º con 8 punti e ½ (+4 =9 -2), supera poi Hikaru Nakamura e Teymur Rəcəbov negli scontri diretti per poi incontrare, per la terza volta nel Tour, Wesley So in finale, sul quale si impone battendolo con il Bianco nella Partita Armageddon. La vittoria gli vale 60 000 dollari, 0,60 bitcoin e 86 punti Tour, lasciandolo al primo posto del Tour con 271 punti.[276][277]
- Tra giugno e luglio gioca nel Goldmoney Asian Rapid, settima tappa del Champions Chess Tour. A un 4º posto nel girone qualificatorio seguono la vittoria contro So nei quarti e la sconfitta contro Aronyan in semifinale. Batte infine Ding Liren nella sfida per il 3º-4º posto, ottenendo 8 500 dollari e 20 punti Tour, rimanendo con 291 al primo posto complessivo.[278] Vince poi il San Fermin Masters, evento Blitz a cadenza 3′+2″, superando Eduardo Iturrizaga nei quarti (4½ - 2½), Wesley So in semifinale (4½ - 1½) e battendo Aronyan in finale (5-3). Malgrado l'evento si sia disputato online, Carlsen si è recato personalmente, prima sua uscita dalla Norvegia dell'anno dopo Wijk aan Zee, a Pamplona: la città ha infatti organizzato un Festival scacchistico in sostituzione della tradizionale corsa dei tori, del quale il Master era l'evento culminante. Ha giocato nella Suite Hemingway del Gran Hotel La Perla, così chiamata perché ospitava lo scrittore statunitense durante i suoi soggiorni in Navarra.[279]
- Tra agosto e settembre disputa l'Aimchess US Rapid, ultima tappa del Champions Chess Tour: giunge 2º nel girone preliminare (10 su 15, alle spalle di Vladislav Artem'ev a 10½)[280], supera ai quarti Jan-Krzysztof Duda, in semifinale Lewon Aronyan e batte infine Artem'ev in finale. Ottiene quindi 48 punti tour che gli consentono di presentarsi alla Finale come 1º con 339 punti. I 30 000 dollari del premio portano i suoi incassi nel Tour a 215 370 dollari.[281] In settembre vince per la quarta volta, la terza consecutiva, il Norway Chess, davanti ad ʿAlīreżā Firūzjāh e Richárd Rapport.[282] Tra settembre e ottobre disputa la finale del Champions Chess Tour: il particolare formato dell'evento prevedeva che ognuno dei 10 giocatori disputasse un mini-match contro ogni avversario, con previsti 3 punti per la vittoria nelle quattro partite rapid e 2 (1 per lo sconfitto) in caso di vittoria agli spareggi blitz o all'armageddon. Le sconfitte contro Artemiev, Rəcəbov e Aronyan lo fanno giungere 4º a 15 punti; i 16 punti e ½ bonus ottenuti tramite i precedenti risultati nel Tour gli hanno garantito la vittoria complessiva con 31½ punti, davanti a Rəcəbov (27, 6+21) e Aronyan (24, 8+16). Il Tour si chiude per lui con 315 370 dollari di incasso.[283] Per la prima volta in un evento scacchistito, il trofeo è stato unicamente NFT, in due copie, una per il vincitore e una messa all'asta.[284]
- In dicembre a Varsavia partecipa al Mondiale Rapid, che con 9½ su 13 (+7 =5 -1) lo vede giungere 3º per spareggio tecnico alle spalle del vincitore Nodirbek Abdusattorov e di Jan Nepomnjaščij.[285] Il successivo Mondiale lampo lo vede invece 12º a 13½ su 21 (+12 =3 -6).[286]

2022
- In febbraio vince l'Airthings Masters, prima tappa del Champions Chess Tour 2022 online: dopo aver chiuso il girone preliminare al 2º posto con 25/45 (si è giocato sui 15 turni con il punteggio 3-1-0, ha ottenuto +7 =4 -4) ha superato ai quarti Lê Quang Liêm, Vladislav Artem'ev in semifinale e si è infine imposto sul suo più recente Sfidante mondiale Jan Nepomnjaščij pareggiando il primo match della finale 2 - 2 e vincendo il secondo per 3½ - ½.[287][288]
- In marzo vince la Charity Cup, seconda tappa del Champions Chess Tour 2022 online. Concluso il girone preliminare al 2º posto alle spalle di Lê Quang Liêm con 29/45 (15 turni, punteggio 3-1-0, +8 =5 -2) nella fase ad eliminazione diretta ha superato Hans Niemann, Ding Liren e infine Jan-Krzysztof Duda (2-0) agli spareggi blitz della finale.[289][290]
- In aprile partecipa alla Oslo Esport Cup, tappa giocata in presenza del Champions Chess Tour 2022: giunge 3º ottenendo 12 punti tour.[291]
- Di maggio è il Chessable Master, tappa del Champions Chess Tour 2022: piazzatosi 2º nel girone preliminare, viene eliminato in semifinale da Ding Liren.[292]
- Disputa quindi in luglio, invitato come wild card, al SuperUnited Rapid & Blitz Croatia, terza tappa del Grand Chess Tour 2022. Giunge 2º nella sezione Rapid[293], 3º in quella Blitz[294] e vince la combinata[295] con 22½ su 36.
- In agosto vince la FTX Crypto Cup, tappa giocata in presenza a Miami del Champions Chess Tour 2022: con 16 punti vince davanti a Praggnanandhaa e Firūzjāh, entrambi a 15 con l'indiano 2º grazie alla vittoria nello scontro diretto.[296]
- In ottobre prende parte alla seconda edizione del Campionato del mondo di Fischer Random a Reykjavík, aggiudicandosi la medaglia di bronzo dopo aver battuto Nodirbek Abdusattorov nella finale per l'ultimo gradino del podio.[297]
- In dicembre ad Almaty vince il Mondiale rapid per la quarta volta e quello blitz per la sesta. Il Rapid con 10 punti su 13, precedendo di mezzo punto il giovane grande maestro tedesco Vincent Keymer e lo storico rivale statunitense Fabiano Caruana, e il Blitz con 16 punti su 21, precedendo di un punto il grande maestro statunitense Hikaru Nakamura e il grande maestro armeno Haik Martirosyan .[298]

2023
- In febbraio vince l'Airthings Masters, torneo a doppia eliminazione che dà inizio al Champions Chess Tour 2023, superando Hikaru Nakamura in finale.[299] In maggio e luglio vince due tappe del Grand Chess Tour: il 2023 Superbet Rapid & Blitz Poland[300] e il 2023 SuperUnited Rapid & Blitz Croatia[301].
- In dicembre a Samarcanda vince prima il Mondiale rapid per la quinta volta con 10 punti su 13, precedendo di mezzo punto Vladimir Fedoseev[302], poi quello blitz per la settima con 16 punti su 21, precedendo di mezzo punto Daniil Dubov[303].

2024
- In marzo vince il Grenke Chess Classic, torneo giocato con durata gioco rapido, sconfiggendo in finale Richard Rapport[304].  In maggio vince a Varsavia la prima tappa del Grand Chess Tour, giocata con cadenza blitz e rapid, con 26 punti e superando di mezzo punto Wei Yi.[305] In novembre a Kolkata vince sia nella durata Blitz che Rapid nel torneo Tata Steel Chess India .[306].
- In dicembre a New York vince il mondiale blitz, proponendo con successo la condivisione del 1º posto con Jan Nepomnjaščij dopo che lo scontro tra i due continuò a essere patto dopo 3 match nella fase di spareggio, concludendo il campionato mondiale con un punteggio di 3,5-3,5.

2025
- In aprile vince per la quarta volta il Grenke Chess Classic, torneo giocato con variante Freestyle/960, vincendo tutti in nove turni in programma e superando di due punti altri 7 Grandi Maestri . [307] In luglio vince a Zagabria il torneo SuperUnited Rapid & Blitz Croatia, terza tappa del Grand Chess Tour [308]. In agosto a Riad vince la prima edizione della Esports World Cup 2025, disputata con cadenza blitz , sconfiggendo in finale per 2-0  Firūzjāh [309].

## Palmarès
- Campionato del mondo: 5

 2013, 2014, 2016, 2018, 2021
- Campionato del mondo di scacchi lampo: 8

2009, 2014, 2017, 2018, 2019, 2022 2023, 2024
- Campionato del mondo di Fischer Random:

 2019  2022
- Coppa europea di scacchi per club: 1

2023
- Torneo di Wijk aan Zee: 8

2008, 2010, 2013, 2015, 2016, 2018, 2019, 2022
- Bilbao Chess Masters Final: 3

2011, 2012, 2016
- Grenke Chess Classic: 4

2015, 2019, 2024, 2025
- Qatar Masters Open: 1

2015
- Olimpiadi degli scacchi:

 2022, 2024
- Norway Chess: 7

2016, 2019, 2020, 2021, 2022, 2024, 2025
- Grand Chess Tour: 2

2015, 2017
- Sinquefield Cup: 2

2013, 2018
- London Chess Classic: 4

2009, 2010, 2012, 2015
- Torneo di Biel: 2

2007, 2011
- Esports World Cup: 1

2025
- Campionato norvegese: 1

2006
- Coppa del Mondo:

 2021  2023
- Memorial Michail Tal': 2

2011, 2012
- Gashimov Memorial: 4

2014, 2015, 2018, 2019
- Pearl Spring: 2

2008, 2010
- Gausdal Chess Classic: 1

2007
- Isle of Man International: 1

2017
- Aerosvit: 1

2008
- Zurich Chess Challenge: 1

2014
- Bosnia Sarajevo: 1

2006
- Kings Tournament: 2

2010, 2011

## Controversie
Nel settembre del 2022 dopo la sconfitta al terzo turno della Sinquefield Cup contro il giovane grande maestro statunitense Hans Niemann, si ritirò polemicamente dal torneo. Il norvegese accusò velatamente Niemann di cheating, attraverso un tweet nel quale venne citata un'intervista dell'allenatore di calcio portoghese José Mourinho, allora tecnico del Chelsea, che si rifiutava di rispondere ad alcune domande perché «se parlo, sono nei guai». La tesi del cheating venne sostenuta anche dal grande maestro statunitense Hikaru Nakamura in una delle sue trasmissioni su twitch. Sotto accusa finirono infatti due precedenti di Niemann sul portale di scacchi chess.com, dove il suo account venne sospeso due volte, accusato di aver usato un motore scacchistico. Dopo il quinto turno Niemann rilasciò una lunga intervista agli organizzatori dell'evento, nella quale sostenne di non aver mai imbrogliato nelle partite dal vivo. Inoltre chiarì che le sospensioni sul portale di scacchi statunitense risalivano una a quando aveva dodici anni, durante un Titled Tuesday e l'altra a quando ne aveva sedici e aveva usato un motore in una partita senza punteggio.
L'8 settembre il portale chess.com rilasciò un comunicato stampa nel quale dichiarava di aver escluso Niemann dalla loro piattaforma e da tutti gli eventi da essa sponsorizzati, sostenendo che le dichiarazioni dello statunitense sulle sue esperienze da cheater fossero in contraddizione con le informazioni detenute dal portale. Il 19 settembre Carlsen si rifiutò di giocare con Niemann durante un torneo online che si stava svolgendo su chess24, la Julius Baer Generation Cup, abbandonando alla seconda mossa per protesta. In seguito al gesto del campione del mondo norvegese, la Federazione Internazionale degli Scacchi intervenne con un comunicato ufficiale del presidente Arkadij Dvorkovič, nel quale si stigmatizzava il comportamento di Carlsen, ma si dichiarava allo stesso tempo di comprendere il discorso della lotta ai comportamenti irregolari.
Il 20 ottobre 2022 Niemann presenta una causa per diffamazione al tribunale di Saint Louis, in Missouri, nei confronti dello stesso Carlsen, Hikaru Nakamura, la Play Magnus AS, chess.com e uno dei suoi dirigenti Daniel Rensch, con la richiesta di risarcimento di cento milioni di dollari a ciascuna delle parti denunciate.
Il 27 giugno 2023 la causa è stata respinta.

## Collaborazioni
Nel 2000 ha iniziato a essere seguito e allenato dal grande maestro Simen Agdestein.
È stato uno dei secondi di Viswanathan Anand durante le sfide Mondiali di Città del Messico 2007, Bonn 2008 e di Sofia 2010.
Tra il 2009 e il 2010 è stato seguito dal già Campione del mondo Garri Kasparov. Carlsen ha definito la collaborazione «un'esperienza unica» e ha dichiarato che «Grazie a lui ho iniziato a capire meglio un'intera tipologia di posizioni». Kasparov ha da parte sua dichiarato che «Con così tante vittorie che arrivano in modo relativamente facile, il suo immenso talento e il suo spirito combattivo, l'ultimo ingrediente cruciale, il lavoro incessante, garantirà il suo posto nella storia».
Nel 2009 ha tenuto con Kasparov una sessione di sparring durante la preparazione del russo per la sua sfida di Valencia contro Anatolij Karpov.
Tra i grandi maestri che hanno collaborato con lui, come secondi o avversari in sessioni di allenamento, nella preparazione delle sfide mondiali, Peter Heine Nielsen, Maxime Vachier-Lagrave, Laurent Fressinet, Richárd Rapport, Samuel Shankland, Daniil Dubov, Jon Ludvig Hammer, Jan Gustafsson, Jan Nepomnjaščij, Jorden van Foreest e Nils Grandelius.

## Attività non scacchistiche

### Imprenditore

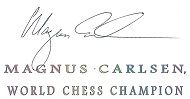
La sua firma nel 2019

Nell'ottobre 2013 ha cofondato la compagnia Play Magnus AS, con sede a Oslo, che si occupa dello sviluppo di applicazioni iOS. Nel marzo 2019 la compagnia si è unita a Chess24.com, popolare sito internet nel quale si può giocare online e ricevere notizie scacchistiche. Nel settembre dello stesso anno la compagnia ha rilevato la piattaforma di lezioni e allenamento online Chessable. È del febbraio 2021 l'acquisizione da parte della compagnia della rivista di scacchi New In Chess.
Ha dichiarato che ha l'obiettivo di usare il gruppo di compagnie per incoraggiare la diffusione del gioco. A marzo 2020 Play Magnus AS aveva un valore stimato di 550 milioni di corone norvegesi (circa 50 milioni di euro), a ottobre 2020 ha iniziato a essere quotata nella Borsa di Oslo per operazioni di trading con un valore di 42 milioni di dollari.
Nel 2020 ha annunciato di aver firmato un accordo di sponsorizzazione di due anni con la società di gioco Unibet, parte del Kindred Group, per agire come "ambasciatore globale", accordo esteso per un altro biennio nell'aprile 2022.

### Modello

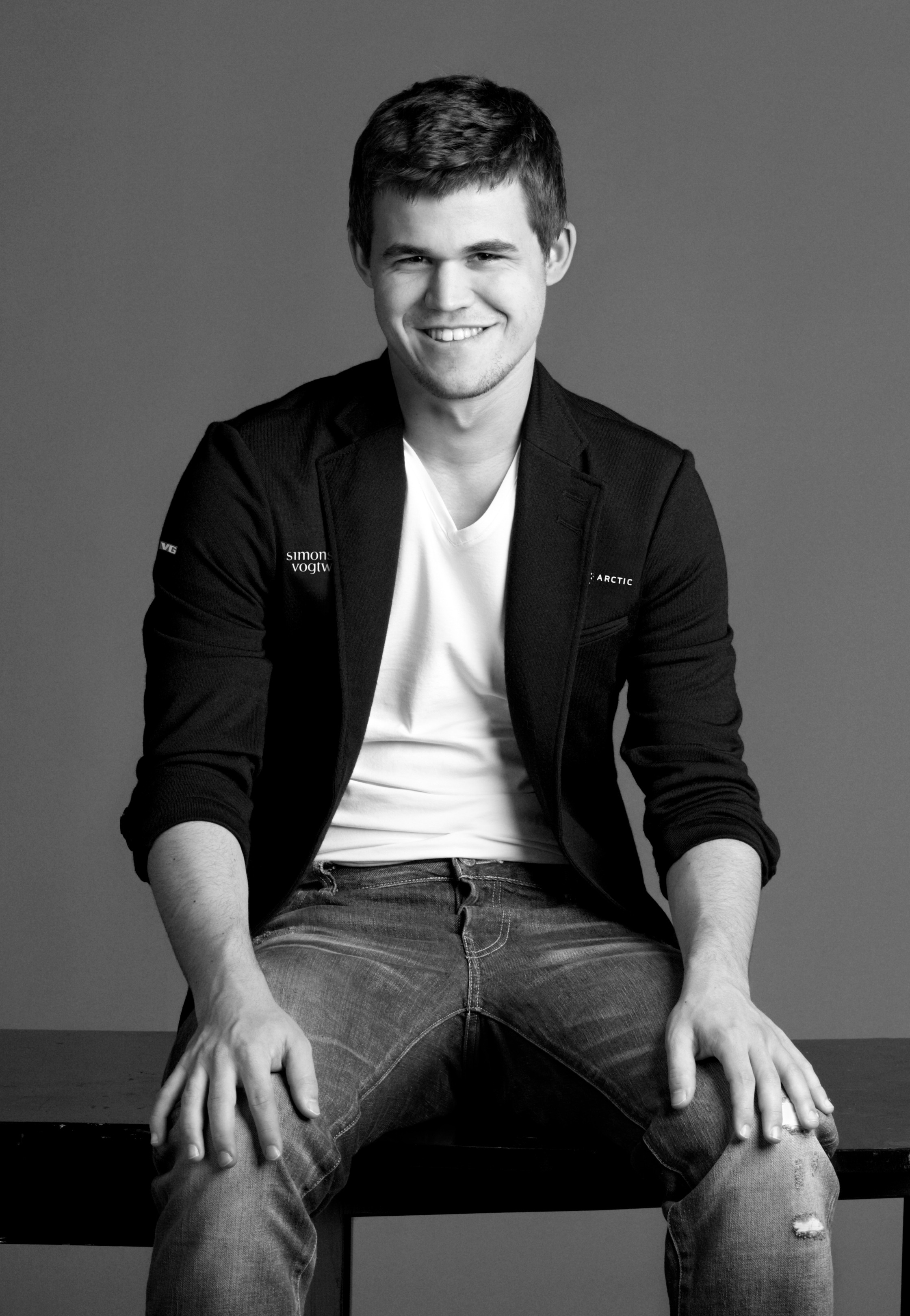
Nel 2013

È stato modello per la campagna pubblicitaria autunno/inverno 2010 della G-Star Raw assieme all'attrice americana Liv Tyler, realizzata dal regista e fotografo olandese Anton Corbijn. Un'esibizione scacchistica, la RAW World Chess Challenge, disputata a New York ha visto il giocatore norvegese giocare una partita online contro giocatori da tutto il mondo che votavano la mossa da eseguire, coordinati dai grandi maestri Maxime Vachier-Lagrave, Hikaru Nakamura e Judit Polgár. Carlsen, con i pezzi bianchi, ha vinto in 43 mosse.
Ha ripetuto l'esperienza, nuovamente per la G-Star Raw, nella collezione primavera/estate 2014, assieme all'attrice e modella Lily Cole.

### Cinema e TV
Il regista J. J. Abrams ha offerto a Carlsen un ruolo nel film Into Darkness - Star Trek nel quale avrebbe dovuto impersonare «un giocatore di scacchi del futuro», lo scacchista non è stato però in grado di ottenere un visto d'ingresso lavorativo per gli Stati Uniti in tempo utile per le riprese.
Nel 2016 è uscito il film Magnus, un documentario sulla sua carriera dagli inizi alla conquista del titolo nel 2013.
Nel 2017 ha impersonato sé stesso nell'episodio Scacco matto della ventottesima stagione de I Simpson nel quale viene raccontata la rivalità scacchistica tra Homer e suo padre Abraham.
Nel settembre 2021 partecipa alla seconda stagione del reality Ikke lov å le på hytta (traducibile come Non si ride nel capanno) trasmesso dalla emittente televisiva norvegese VG TV.

### Fumetti
Ha collaborato nel 2013 alla sceneggiatura di una storia di Donald Duck & Co, versione norvegese di Paperino & C., nella quale il personaggio a lui ispirato Maxpuls Klarsyn affronta Paperino. La storia, disegnata da Arild Midthun, è stata pubblicata in contemporanea al Mondiale di quell'anno. Il norvegese ha dichiarato di essere un grande fan di Paperino e di essere cresciuto leggendo le sue storie.

## Riconoscimenti non scacchistici
Nel 2009 e nel 2012 i lettori del tabloid norvegese Dagbladet lo hanno eletto vincitore del premio "Folkets Idrettspris" (Premio suffragio popolare).
Il quotidiano norvegese Verdens Gang gli ha assegnato nel 2009 il premio "Sportivo dell'anno" e quello "Årets navn" ("Nome dell'anno"). Ha riottenuto quest'ultimo nel 2013, primo caso in cui il premio è stato vinto due volte alla stessa persona.
Nel marzo del 2011 lo Storting, il parlamento norvegese, gli ha assegnato il Premio Peer Gynt, riservato a cittadini norvegesi che si sono particolarmente distinti a livello internazionale.
Nel 2013 la rivista Time lo ha inserito nella propria lista delle 100 persone più influenti al mondo.
Sempre nel 2013 la rivista Cosmopolitan lo ha collocato al 31º posto dei 49 uomini più sexy del mondo.
Nel 2020 la rivista Forbes lo ha incluso nei 30 europei under 30 più rappresentativi nella categoria sport e giochi.
Nel 2021 gli è stato assegnato a Pamplona il premio "Guiri del Año" (Straniero dell'anno), riconoscimento assegnato "agli stranieri che visitano e vivono con passione la Festa di san Firmino".

## Vita privata
Il padre Henrik Albert è consulente informatico mentre la madre Sigrun Øen, deceduta nel 2024, era ingegnere chimico. Il padre, scacchista amatoriale che in carriera ha superato i 2000 punti Elo e ha giocato come riserva nella Asker SK assieme al figlio, gli ha insegnato a giocare quando aveva 4 anni e mezzo e gli ha fatto da manager sino al 2009, poi sostituito da Espen Agdestein, fratello del già allenatore di Carlsen Simen Agdestein.
Ha tre sorelle, Ingrid, Ellen e Signe, le prime due delle quali hanno praticato gli scacchi a livello dilettanti. Ha dichiarato alla stampa che da piccolo il suo interesse per gli scacchi fosse motivato principalmente dal desiderio di vincere contro la sorella maggiore, Ellen.
È un grande appassionato di sport e in particolare di calcio, ma ha praticato abitualmente anche la pallacanestro. Tifoso del Real Madrid, il 30 novembre 2013, pochi giorni dopo aver conquistato il titolo mondiale, ha dato il calcio d'inizio onorario nella partita della Liga tra la formazione di Madrid e il Real Valladolid. Giocatore di fantacalcio, la notizia che nel dicembre 2019 ha raggiunto la prima posizione provvisoria su circa 7 milioni di partecipanti nel torneo ufficiale della Premier League è stata riportata dalla stampa generalista.
Nel 2016 ha dichiarato di considerarsi socialdemocratico e di seguire una dieta prevalentemente vegetariana.
Nel gennaio 2025, dopo aver vinto l'oro al Mondiale blitz, ha sposato la fidanzata Ella Victoria Malone.